# Championnat de France de hockey sur glace 2014-2015
Saison précédente Saison suivante
La saison 2014–2015 est la 94e saison du championnat de France de hockey sur glace.
Les Brûleurs de loups de Grenoble terminent la saison régulière en tête mais s'inclinent dès leur entrée en lice face aux Ducs de Dijon. Les Dragons de Rouen, deuxième en saison régulière subissent le même sort face au Gamyo Épinal. Les spinaliens huitièmes en saison régulière se hissent en finale mais s'inclinent en finale en sept matchs face aux Rapaces de Gap. C'est le troisième titre de l'histoire du club. Luciano Basile l'entraîneur-chef conserve donc son titre acquis la saison précédente avec les Diables rouges de Briançon. Les Drakkars de Caen, derniers de la saison régulière pour la troisième fois consécutive perdent cette fois-ci leur série de barrage quatre victoires à zéro face au promu lyonnais.
Les Boxers de Bordeaux, premier de la saison régulière de Division 1, montent en Ligue Magnus grâce à sa victoire trois matchs à un face l'Hormadi d'Anglet qui était son dauphin en saison régulière. Toulouse est relégué sportivement en Division 2 mais est finalement maintenu à la suite du dépôt de bilan du Reims Champagne Hockey.
En Division 2, les Aigles de La Roche-sur-Yon et les Bouquetins de Val-Vanoise qui ont fini à la première place de leurs poules respectives en saison régulière arrivent en finale du championnat ce qui leur permet de monter en Division 1. Val-Vanoise gagne en finale deux matchs à zéro. Par la suite, les Tigres de Boulogne descendent volontairement en Division 3.
En Division 3, les Lions de Wasquehal terminent en tête du carré final et sont sacrés champions. Les Spartiates de Marseille deuxième de ce carré final montent également. Par la suite, les Dragons de Rouen II troisième montent également. Par ailleurs, les réserves des Castors d'Asnières et des Jokers de Cergy-Pontoise 2 ne sont pas réinscrites en Division 3. Les Aigles de Besançon et les Griffes de l'ours d'Orcières sont dissous à la fin de cette saison.

## Règlement
Il s'applique pour toutes les divisions sauf pour l'attribution des points qui est différent en Division 3.

### Points
Une victoire, qu'elle soit lors du temps réglementaire, après prolongations ou tirs au but, rapporte deux points ; une défaite après prolongation ou aux tirs au but rapporte un point alors qu'une défaite lors du temps réglementaire ne rapporte aucun point.

### Classement
Les équipes sont classées en fonction du nombre de points qu'elles ont enregistré. En cas d'égalité, les critères suivants sont appliqués:
1. Points dans les rencontres directes
2. Nombre de matchs perdus par forfait
3. Nombre de buts marqués dans le temps réglementaire entre les équipes concernées
4. Différence de buts générale
5. Quotient buts marqués / buts encaissés lors de tous les matchs de la poule
6. Nombre de buts marqués lors de tous les matchs de la poule

Si après avoir épuisé tous ces critères, deux équipes sont toujours à égalité, un match de barrage est alors organisé sur terrain neutre.

## Ligue Magnus

### Équipes engagées
| Amiens Angers Brest Briançon Caen Chamonix Dijon Épinal Gap Grenoble Morzine-Avoriaz-Les Gets Rouen Strasbourg Lyon |

- Gothiques d'Amiens
- Ducs d'Angers
- Albatros de Brest, repêché[Note 4]
- Diables rouges de Briançon tenant du titre
- Drakkars de Caen
- Chamois de Chamonix
- Ducs de Dijon
- Gamyo Épinal
- Rapaces de Gap
- Brûleurs de loups de Grenoble
- Lions de Lyon promu de Division 1
- Pingouins de Morzine-Avoriaz-Les Gets
- Dragons de Rouen
- Étoile noire de Strasbourg

### Saison régulière
La saison régulière se joue du 13 septembre 2014 au 13 février 2015. Réunies au sein d'une poule unique, les équipes se rencontrent en matchs aller-retour. Les quatre premiers se qualifient pour les quarts de finale des séries éliminatoires, tandis que les équipes finissant de la cinquième à la douzième place doivent passer par un premier tour. Les équipes classées aux treizième et quatorzième places s'affrontent au sein d'une poule de maintien, le perdant étant relégué en Division 1.

#### Résultats
Le score de l'équipe à domicile, située dans la colonne de gauche, est inscrit en premier.
| Résultats (▼dom., ►ext.)                                           | AMI     | ANG     | BRE     | BRI     | CAE     | CHA     | DIJ     | EPI     | GAP     | GRE     | LYO    | MOR     | ROU | STR     |
| Amiens                                                             |         | 3-2     | 5-3     | 3-4 Pr. | 3-2 TF  | 4-2     | 2-3 Pr. | 4-0     | 5-0     | 2-3     | 6-3    | 6-2     | 3-7 | 1-2     |
| Angers                                                             | 4-3 TF  |         | 7-3     | 4-3     | 3-2 Pr. | 2-1 TF  | 9-0     | 3-4     | 3-0     | 5-6 TF  | 4-3 TF | 5-1     | 3-5 | 6-1     |
| Brest                                                              | 7-3     | 4-5 Pr. |         | 3-2     | 0-4     | 3-4 Pr. | 3-1     | 3-2 Pr. | 5-4     | 1-3     | 2-6    | 1-2     | 6-2 | 5-3     |
| Briançon                                                           | 1-2     | 5-4     | 6-5 TF  |         | 5-3     | 5-3     | 6-3     | 2-0     | 2-3     | 5-4 TF  | 9-4    | 5-1     | 3-1 | 0-2     |
| Caen                                                               | 0-4     | 1-2     | 4-3     | 2-3 TF  |         | 6-2     | 1-4     | 4-3     | 3-4 Pr. | 2-8     | 2-5    | 4-5 Pr. | 0-4 | 0-1     |
| Chamonix                                                           | 3-6     | 3-4     | 4-3 Pr. | 6-5     | 6-5 TF  |         | 0-2     | 6-2     | 1-3     | 3-0     | 9-2    | 4-2     | 4-3 | 5-0     |
| Dijon                                                              | 3-7     | 1-2     | 5-2     | 1-2     | 3-5     | 2-3 TF  |         | 1-4     | 1-3     | 2-3 TF  | 4-3 TF | 9-1     | 3-4 | 5-2     |
| Épinal                                                             | 4-3 Pr. | 2-6     | 1-2     | 2-6     | 3-1     | 4-3 Pr. | 3-1     |         | 3-5     | 1-4     | 5-4    | 5-0     | 5-3 | 3-2 Pr. |
| Gap                                                                | 5-2     | 2-1     | 4-0     | 2-1 Pr. | 5-4     | 6-5 TF  | 5-0     | 5-4     |         | 3-1     | 2-5    | 3-1     | 4-3 | 1-4     |
| Grenoble                                                           | 5-2     | 4-2     | 4-1     | 1-4     | 6-2     | 4-5 Pr. | 3-2     | 4-5 Pr. | 4-2     |         | 5-1    | 2-3 Pr. | 4-2 | 2-1     |
| Lyon                                                               | 2-5     | 2-3 Pr. | 5-2     | 7-3     | 4-7     | 3-5     | 5-3     | 0-5     | 5-4 Pr. | 1-2     |        | 3-2     | 3-6 | 1-2     |
| Morzine-Avoriaz-Les Gets                                           | 5-2     | 2-1     | 4-3     | 2-1     | 5-1     | 3-5     | 1-4     | 7-6     | 1-2     | 3-6     | 7-5    |         | 4-3 | 6-7     |
| Rouen                                                              | 5-3     | 3-2 TF  | 6-3     | 7-0     | 10-0    | 3-2 Pr. | 7-4     | 2-1     | 4-3 Pr. | 3-1     | 7-3    | 7-1     |     | 8-3     |
| Strasbourg                                                         | 4-11    | 3-5     | 2-0     | 3-6     | 5-1     | 3-2 Pr. | 2-5     | 4-2     | 3-8     | 4-5 Pr. | 4-2    | 2-5     | 5-6 |         |
| - Victoire à domicile - Victoire à l'extérieur - Match non disputé |         |         |         |         |         |         |         |         |         |         |        |         |     |         |

Pr. : Prolongation    -    TF : Tirs de fusillade

#### Classement
Une victoire rapporte 2 points, une défaite en prolongation ou en tirs de fusillade 1 point et une défaite dans le temps réglementaire aucun point. Les quatre premières équipes sont qualifiées pour les quarts de finale des séries éliminatoires. Les huit équipes suivantes doivent disputer un premier tour. Les deux dernières équipes du classement s'affrontent en poule de maintien et le perdant est relégué en Division 1.
| Clt   | Équipe                   | PJ | V  | D  | DP | BP  | BC  | Diff | Pts     |
| ----- | ------------------------ | -- | -- | -- | -- | --- | --- | ---- | ------- |
| +001, | Grenoble                 | 26 | 18 | 4  | 4  | 94  | 67  | +27  | 40      |
| +002, | Rouen                    | 26 | 19 | 7  | 0  | 121 | 73  | +48  | 38      |
| +003, | Gap                      | 26 | 18 | 6  | 2  | 88  | 71  | +17  | 38      |
| +004, | Angers                   | 26 | 17 | 5  | 4  | 97  | 66  | +31  | 38      |
| +005, | Briançon                 | 26 | 16 | 8  | 2  | 94  | 78  | +16  | 34      |
| +006, | Chamonix                 | 26 | 14 | 7  | 5  | 96  | 85  | +11  | 33      |
| +007, | Amiens                   | 26 | 14 | 8  | 4  | 100 | 81  | +19  | 32      |
| +008, | Épinal                   | 26 | 12 | 13 | 1  | 78  | 85  | -7   | 25      |
| +009, | Strasbourg               | 26 | 11 | 13 | 2  | 74  | 101 | -27  | 24      |
| +010, | Morzine-Avoriaz-Les Gets | 26 | 12 | 14 | 0  | 76  | 102 | -26  | 23 (-1) |
| +011, | Dijon                    | 26 | 9  | 15 | 2  | 72  | 88  | -16  | 20      |
| +012, | Brest                    | 26 | 8  | 14 | 4  | 73  | 98  | -25  | 20      |
| +013, | Lyon                     | 26 | 8  | 15 | 3  | 87  | 115 | -28  | 19      |
| +014, | Caen                     | 26 | 6  | 14 | 6  | 66  | 106 | -40  | 18      |

- Qualifié pour les quarts de finale
- Qualifié pour le tour préliminaire
- Dispute la poule de maintien
- relégué en Division 1

Date de mise à jour : 13 février 2015

#### Évolution du classement
| Journées / Clubs |    |    |    |    |    |    |    |    |    |    |    |    |    |    |    |    |    |    |    |    |    |    |    |    |    |    | Journées en tête | Journées en poule de maintien |
|                  | 1  | 2  | 3  | 4  | 5  | 6  | 7  | 8  | 9  | 10 | 11 | 12 | 13 | 14 | 15 | 16 | 17 | 18 | 19 | 20 | 21 | 22 | 23 | 24 | 25 | 26 |                  |                               |
| ---------------- | -- | -- | -- | -- | -- | -- | -- | -- | -- | -- | -- | -- | -- | -- | -- | -- | -- | -- | -- | -- | -- | -- | -- | -- | -- | -- | ---------------- | ----------------------------- |
| Amiens           | 6  | 5  | 9  | 6  | 5  | 9  | 8  | 9  | 8  | 4  | 4  | 6  | 5  | 6  | 5  | 4  | 6  | 7  | 6  | 7  | 7  | 6  | 7  | 7  | 7  | 7  |                  |                               |
| Angers           | 6  | 6  | 7  | 4  | 7  | 6  | 9  | 7  | 4  | 5  | 5  | 4  | 3  | 2  | 2  | 2  | 2  | 3  | 3  | 4  | 4  | 4  | 4  | 4  | 4  | 4  |                  |                               |
| Brest            | 13 | 11 | 10 | 10 | 13 | 13 | 13 | 13 | 13 | 13 | 12 | 13 | 12 | 12 | 13 | 13 | 13 | 12 | 13 | 13 | 14 | 12 | 14 | 14 | 14 | 12 |                  | 17                            |
| Briançon         | 10 | 12 | 12 | 13 | 10 | 12 | 11 | 11 | 10 | 10 | 11 | 10 | 7  | 7  | 6  | 5  | 7  | 5  | 7  | 6  | 6  | 7  | 5  | 5  | 5  | 5  |                  | 1                             |
| Caen             | 10 | 14 | 13 | 14 | 14 | 14 | 14 | 14 | 14 | 14 | 14 | 14 | 14 | 14 | 14 | 14 | 14 | 14 | 14 | 14 | 13 | 14 | 13 | 13 | 13 | 14 |                  | 25                            |
| Chamonix         | 4  | 2  | 3  | 2  | 2  | 2  | 2  | 3  | 2  | 2  | 2  | 2  | 2  | 4  | 7  | 6  | 4  | 4  | 5  | 5  | 5  | 5  | 6  | 6  | 6  | 6  |                  |                               |
| Dijon            | 8  | 4  | 4  | 5  | 4  | 3  | 1  | 4  | 5  | 7  | 8  | 8  | 9  | 9  | 9  | 9  | 8  | 9  | 10 | 10 | 8  | 10 | 10 | 10 | 11 | 11 | 1                |                               |
| Épinal           | 1  | 1  | 1  | 3  | 3  | 5  | 5  | 2  | 3  | 3  | 3  | 5  | 8  | 8  | 8  | 8  | 9  | 8  | 9  | 9  | 10 | 9  | 8  | 9  | 9  | 8  | 3                |                               |
| Gap              | 5  | 7  | 8  | 11 | 9  | 8  | 7  | 6  | 7  | 6  | 6  | 3  | 4  | 3  | 3  | 7  | 5  | 6  | 4  | 3  | 3  | 2  | 2  | 2  | 2  | 3  |                  |                               |
| Grenoble         | 2  | 8  | 5  | 8  | 6  | 4  | 4  | 1  | 1  | 1  | 1  | 1  | 1  | 1  | 1  | 1  | 1  | 1  | 1  | 1  | 2  | 1  | 1  | 1  | 1  | 1  | 18               |                               |
| Lyon             | 12 | 10 | 6  | 9  | 8  | 7  | 6  | 8  | 9  | 8  | 9  | 9  | 10 | 11 | 11 | 11 | 11 | 11 | 11 | 11 | 11 | 11 | 11 | 12 | 12 | 13 |                  | 1                             |
| Morzine          | 14 | 13 | 14 | 12 | 11 | 11 | 12 | 12 | 12 | 12 | 13 | 12 | 13 | 13 | 12 | 12 | 12 | 13 | 12 | 12 | 12 | 13 | 12 | 11 | 10 | 10 |                  | 8                             |
| Rouen            | 9  | 9  | 11 | 7  | 12 | 10 | 10 | 10 | 11 | 11 | 7  | 7  | 6  | 5  | 4  | 3  | 3  | 2  | 2  | 2  | 1  | 3  | 3  | 3  | 3  | 2  | 1                |                               |
| Strasbourg       | 3  | 3  | 2  | 1  | 1  | 1  | 3  | 5  | 6  | 9  | 10 | 11 | 11 | 10 | 10 | 10 | 10 | 10 | 8  | 8  | 9  | 8  | 9  | 8  | 8  | 9  | 3                |                               |

- 1er
- Qualifié pour les quarts de finale
- Qualifié pour le tour préliminaire
- Dispute la poule de maintien

#### Meilleurs pointeurs
| Classt | Joueur            | Équipe                        | PJ | B  | A  | Pts | Pun |
| ------ | ----------------- | ----------------------------- | -- | -- | -- | --- | --- |
| 1      | Julien Desrosiers | Dragons de Rouen              | 26 | 9  | 38 | 47  | 32  |
| 2      | Francis Charland  | Dragons de Rouen              | 26 | 26 | 18 | 44  | 6   |
| 3      | Félix Petit       | Brûleurs de loups de Grenoble | 26 | 7  | 29 | 36  | 12  |
| 4      | Yannick Tifu      | Ducs d'Angers                 | 26 | 14 | 21 | 35  | 48  |
| 5      | Loïc Lampérier    | Dragons de Rouen              | 26 | 12 | 20 | 32  | 18  |

Mise à jour : 13 février 2015
Julien Desrosiers et Francis Charland, tous deux joueurs des Dragons de Rouen ont été élus respectivement meilleur joueur français et meilleur joueur étranger de la saison par un panel de journalistes.

#### Affluences
| Club                                  | Affluence totale | Moy   | % de remplissage |
| ------------------------------------- | ---------------- | ----- | ---------------- |
| Gothiques d'Amiens                    | 35 019           | 2 693 | 79 %             |
| Ducs d'Angers                         | 12 959           | 996   | 96 %             |
| Albatros de Brest                     | 13 268           | 1 020 | 93 %             |
| Diables rouges de Briançon            | 21 452           | 1 650 | 72 %             |
| Drakkars de Caen                      | 11 090           | 853   | 57 %             |
| Chamois de Chamonix                   | 17 462           | 1 343 | 79 %             |
| Ducs de Dijon                         | 10 501           | 807   | 81 %             |
| Gamyo Épinal                          | 18 929           | 1 456 | 81 %             |
| Rapaces de Gap                        | 32 598           | 2 507 | 90 %             |
| Brûleurs de loups de Grenoble         | 41 280           | 3 175 | 91 %             |
| Lions de Lyon                         | 37 504           | 2 884 | 69 %             |
| Pingouins de Morzine-Avoriaz-Les Gets | 12 570           | 966   | 75 %             |
| Dragons de Rouen                      | 33 448           | 2 572 | 94 %             |
| Étoile noire de Strasbourg            | 20 303           | 1 561 | 65 %             |
| Total                                 | 318 383          | 1 749 |                  |

### Séries éliminatoires

#### Format
Le format des séries éliminatoires est le suivant :
- Le tour préliminaire et les quarts de finale se jouent au meilleur des 5 matches. Les demi-finales et la finale se jouent au meilleur des 7 matches.
- Chaque match devant déterminer un vainqueur, il y a une prolongation de 10 minutes en mort subite en cas de match nul à l'issue du temps réglementaire. S'il n'y a toujours pas eu de but, une séance de tirs au but a lieu.
- Les équipes classées de 1 à 4 à l'issue de la saison régulière sont qualifiées directement pour les quarts de finale.
- Les équipes classées de 5 à 12 disputent le tour préliminaire : le mieux classé contre le moins bien classé (le 5e contre le 12e, le 6e contre le 11e, etc.). Les deux premiers matches sont joués sur la glace de l'équipe la mieux classée, les 2 suivants chez l'adversaire et, en cas de 5e match, il se joue chez le mieux classé.
- Les 4 vainqueurs du tour préliminaire rencontrent en quarts de finale les équipes classées de 1 à 4, dans un ordre prédéfini :
  - le 1er de la saison régulière rencontre l’équipe restante la moins bien classée de la saison régulière ;
  - le 2e de la saison régulière rencontre l’équipe restante la 3e mieux classée de la saison régulière ;
  - le 3e de la saison régulière rencontre l’équipe restante la 2e mieux classée de la saison régulière ;
  - le 4e de la saison régulière rencontre l’équipe restante la mieux classée de la saison régulière.
- Les vainqueurs se rencontrent en demi-finales où l'organisation est similaire à celle des quarts de finale : le mieux classé contre le moins bien classé, etc.

#### Tableau
|  | Tour préliminaire au meilleur des 5 matches | Tour préliminaire au meilleur des 5 matches | Tour préliminaire au meilleur des 5 matches |                            |   | Quarts de finale au meilleur des 5 matches | Quarts de finale au meilleur des 5 matches | Quarts de finale au meilleur des 5 matches |  |   | Demi-finales au meilleur des 7 matches | Demi-finales au meilleur des 7 matches | Demi-finales au meilleur des 7 matches |  |   | Finale au meilleur des 7 matches | Finale au meilleur des 7 matches | Finale au meilleur des 7 matches |
|  |                                             |                                             |                                             |                            |   |                                            |                                            |                                            |  |   |                                        |                                        |                                        |  |   |                                  |                                  |                                  |
|  |                                             |                                             |                                             |                            |   |                                            |                                            |                                            |  |   |                                        |                                        |                                        |  |   |                                  |                                  |                                  |
|  |                                             | 3                                           | Rapaces de Gap                              | 3                          |   |                                            |                                            |                                            |  |   |                                        |                                        |                                        |  |   |                                  |                                  |                                  |
|  |                                             |                                             |                                             | 3                          |   |                                            |                                            |                                            |  |   |                                        |                                        |                                        |  |   |                                  |                                  |                                  |
|  |                                             |                                             | 7                                           | Gothiques d'Amiens         | 2 |                                            |                                            |                                            |  |   |                                        |                                        |                                        |  |   |                                  |                                  |                                  |
|  | 7                                           | Gothiques d'Amiens                          | 7                                           | Gothiques d'Amiens         | 2 | 3                                          |                                            |                                            |  |   |                                        |                                        |                                        |  |   |                                  |                                  |                                  |
|  | 7                                           | Gothiques d'Amiens                          |                                             |                            |   | 3                                          |                                            |                                            |  |   |                                        |                                        |                                        |  |   |                                  |                                  |                                  |
|  | 10                                          | Pingouins de Morzine-Avoriaz-Les Gets       | 0                                           |                            |   |                                            |                                            |                                            |  |   |                                        |                                        |                                        |  |   |                                  |                                  |                                  |
|  | 10                                          | Pingouins de Morzine-Avoriaz-Les Gets       | 0                                           |                            |   |                                            |                                            |                                            |  | 3 | Rapaces de Gap                         | 4                                      |                                        |  |   |                                  |                                  |                                  |
|  |                                             |                                             |                                             |                            |   |                                            |                                            |                                            |  | 3 | Rapaces de Gap                         | 4                                      |                                        |  |   |                                  |                                  |                                  |
|  |                                             | 11                                          | Ducs de Dijon                               | 1                          |   |                                            |                                            |                                            |  |   |                                        |                                        |                                        |  |   |                                  |                                  |                                  |
|  |                                             | 11                                          | Ducs de Dijon                               | 1                          |   |                                            |                                            |                                            |  |   |                                        |                                        |                                        |  |   |                                  |                                  |                                  |
|  |                                             |                                             |                                             |                            |   |                                            |                                            |                                            |  |   |                                        |                                        |                                        |  |   |                                  |                                  |                                  |
|  |                                             |                                             |                                             |                            |   |                                            |                                            |                                            |  |   |                                        |                                        |                                        |  |   |                                  |                                  |                                  |
|  |                                             | 1                                           | Brûleurs de loups de Grenoble               | 2                          |   |                                            |                                            |                                            |  |   |                                        |                                        |                                        |  |   |                                  |                                  |                                  |
|  |                                             |                                             |                                             | 2                          |   |                                            |                                            |                                            |  |   |                                        |                                        |                                        |  |   |                                  |                                  |                                  |
|  |                                             |                                             | 11                                          | Ducs de Dijon              | 3 |                                            |                                            |                                            |  |   |                                        |                                        |                                        |  |   |                                  |                                  |                                  |
|  | 6                                           | Chamois de Chamonix                         | 11                                          | Ducs de Dijon              | 3 | 0                                          |                                            |                                            |  |   |                                        |                                        |                                        |  |   |                                  |                                  |                                  |
|  | 6                                           | Chamois de Chamonix                         |                                             |                            |   | 0                                          |                                            |                                            |  |   |                                        |                                        |                                        |  |   |                                  |                                  |                                  |
|  | 11                                          | Ducs de Dijon                               | 3                                           |                            |   |                                            |                                            |                                            |  |   |                                        |                                        |                                        |  |   |                                  |                                  |                                  |
|  | 11                                          | Ducs de Dijon                               | 3                                           |                            |   |                                            |                                            |                                            |  |   |                                        |                                        |                                        |  | 3 | Rapaces de Gap                   | 4                                |                                  |
|  |                                             |                                             |                                             |                            |   |                                            |                                            |                                            |  |   |                                        |                                        |                                        |  | 3 | Rapaces de Gap                   | 4                                |                                  |
|  |                                             | 8                                           | Gamyo Épinal                                | 3                          |   |                                            |                                            |                                            |  |   |                                        |                                        |                                        |  |   |                                  |                                  |                                  |
|  |                                             | 8                                           | Gamyo Épinal                                | 3                          |   |                                            |                                            |                                            |  |   |                                        |                                        |                                        |  |   |                                  |                                  |                                  |
|  |                                             |                                             |                                             |                            |   |                                            |                                            |                                            |  |   |                                        |                                        |                                        |  |   |                                  |                                  |                                  |
|  |                                             |                                             |                                             |                            |   |                                            |                                            |                                            |  |   |                                        |                                        |                                        |  |   |                                  |                                  |                                  |
|  |                                             | 4                                           | Ducs d'Angers                               | 3                          |   |                                            |                                            |                                            |  |   |                                        |                                        |                                        |  |   |                                  |                                  |                                  |
|  |                                             |                                             |                                             | 3                          |   |                                            |                                            |                                            |  |   |                                        |                                        |                                        |  |   |                                  |                                  |                                  |
|  |                                             |                                             | 5                                           | Diables rouges de Briançon | 0 |                                            |                                            |                                            |  |   |                                        |                                        |                                        |  |   |                                  |                                  |                                  |
|  | 5                                           | Diables rouges de Briançon                  | 5                                           | Diables rouges de Briançon | 0 | 3                                          |                                            |                                            |  |   |                                        |                                        |                                        |  |   |                                  |                                  |                                  |
|  | 5                                           | Diables rouges de Briançon                  |                                             |                            |   | 3                                          |                                            |                                            |  |   |                                        |                                        |                                        |  |   |                                  |                                  |                                  |
|  | 12                                          | Albatros de Brest                           | 2                                           |                            |   |                                            |                                            |                                            |  |   |                                        |                                        |                                        |  |   |                                  |                                  |                                  |
|  | 12                                          | Albatros de Brest                           | 2                                           |                            |   |                                            |                                            |                                            |  | 4 | Ducs d'Angers                          | 3                                      |                                        |  |   |                                  |                                  |                                  |
|  |                                             |                                             |                                             |                            |   |                                            |                                            |                                            |  | 4 | Ducs d'Angers                          | 3                                      |                                        |  |   |                                  |                                  |                                  |
|  |                                             | 8                                           | Gamyo Épinal                                | 4                          |   |                                            |                                            |                                            |  |   |                                        |                                        |                                        |  |   |                                  |                                  |                                  |
|  |                                             | 8                                           | Gamyo Épinal                                | 4                          |   |                                            |                                            |                                            |  |   |                                        |                                        |                                        |  |   |                                  |                                  |                                  |
|  |                                             |                                             |                                             |                            |   |                                            |                                            |                                            |  |   |                                        |                                        |                                        |  |   |                                  |                                  |                                  |
|  |                                             |                                             |                                             |                            |   |                                            |                                            |                                            |  |   |                                        |                                        |                                        |  |   |                                  |                                  |                                  |
|  |                                             | 2                                           | Dragons de Rouen                            | 1                          |   |                                            |                                            |                                            |  |   |                                        |                                        |                                        |  |   |                                  |                                  |                                  |
|  |                                             |                                             |                                             | 1                          |   |                                            |                                            |                                            |  |   |                                        |                                        |                                        |  |   |                                  |                                  |                                  |
|  |                                             |                                             | 8                                           | Gamyo Épinal               | 3 |                                            |                                            |                                            |  |   |                                        |                                        |                                        |  |   |                                  |                                  |                                  |
|  | 8                                           | Gamyo Épinal                                | 8                                           | Gamyo Épinal               | 3 | 3                                          |                                            |                                            |  |   |                                        |                                        |                                        |  |   |                                  |                                  |                                  |
|  | 8                                           | Gamyo Épinal                                |                                             |                            |   | 3                                          |                                            |                                            |  |   |                                        |                                        |                                        |  |   |                                  |                                  |                                  |
|  | 9                                           | Étoile noire de Strasbourg                  | 2                                           |                            |   |                                            |                                            |                                            |  |   |                                        |                                        |                                        |  |   |                                  |                                  |                                  |

#### Tour préliminaire
Le tour préliminaire a lieu du 17 au 24 février 2015.

#### Quarts de finale
Les quarts de finale ont lieu du 27 février au 7 mars 2015.

#### Demi-finales
Les demi-finales ont lieu du 10 au 22 mars 2015.

#### Finale
La finale a lieu du 24 mars au 5 avril 2015.

#### Effectif vainqueur
| Vainqueur Champions de France 2015 Rapaces de Gap | Gardiens de but : Aurélien Bertrand, Quentin Dubos, Clément Fouquerel, Charles Lavigne, Lucas Savoye Défenseurs : Jérémy Baridon, Brett Bartman, Loïc Chapelier, Étienne Chiappino, Alexandre Cornaire, Dominik Kramar, Chad Langlais, Ryan Ruikka, Teddy Trabichet (C), Matt Wahl Attaquants : Nicolas Arrossamena, Matt Carter, Kévin Da Costa, Matthieu Frécon, Boštjan Goličič (A), Nicholas Pard, Mickaël Pérez, Karel Richter, Nicolas Ritz, Sébastien Rohat (A), Paul Schmitt, Radim Valchar, Roman Vondráček Entraîneur en chef : Luciano Basile. Adjoint : Éric Blais. |

### Poule de maintien
Cette série se joue au meilleur des sept matches entre le 13e et le 14e de la saison régulière, et les rencontres ont lieu entre le 22 février et le 21 mars 2015.
Pour la troisième fois d'affilée, Caen finit dernier de la phase régulière du championnat et pour la troisième fois d'affilée, Caen affronte le club promu pour se maintenir dans l'élite.
Avec 4 victoires en autant de matches disputés, les Lions de Lyon remportent cette poule de maintien et joueront donc une deuxième saison consécutive en Ligue Magnus. Les Drakkars de Caen, quant à eux, sont relégués en Division 1 après cinq saisons dans l'élite.

## Division 1

### Équipes engagées
Les équipes engagées en Division 1 sont au nombre de 13.
- Hormadi d'Anglet
- Boxers de Bordeaux
- Dogs de Cholet
- Coqs de Courbevoie
- Corsaires de Dunkerque
- Yétis du Mont-Blanc
- Scorpions de Mulhouse
- Corsaires de Nantes
- Bisons de Neuilly-sur-Marne
- Aigles de Nice
- Phénix de Reims
- Bélougas de Toulouse, promu de Division 2
- Remparts de Tours, promu de Division 2

### Saison régulière
La saison régulière se joue du 6 septembre 2014 au 28 février 2015. Les treize équipes sont réunies au sein d'une poule unique qui se joue en matchs aller-retour.
Les huit premiers se qualifient pour les séries éliminatoires.
L'équipe classé treizième est reléguée en Division 2.

#### Résultats
Le score de l'équipe à domicile, située dans la colonne de gauche, est inscrit en premier.
| Résultats (▼dom., ►ext.)                                           | AGL    | BOR     | CHO     | COU     | DUN     | M-B     | MUL | NAN     | NEU     | NIC     | REI     | TOU     | TRS     |
| Anglet                                                             |        | 2-3 Pr. | 4-3 Pr. | 4-6     | 4-0     | 9-2     | 4-3 | 4-2     | 3-2 Pr. | 8-3     | 4-5 Pr. | 5-1     | 9-2     |
| Bordeaux                                                           | 4-2    |         | 4-1     | 3-1     | 6-1     | 6-3     | 4-1 | 3-0     | 4-1     | 4-3     | 4-0     | 10-3    | 5-2     |
| Cholet                                                             | 4-9    | 4-2     |         | 4-3     | 4-2     | 3-6     | 4-3 | 3-5     | 2-4     | 1-4     | 7-8     | 1-3     | 1-3     |
| Courbevoie                                                         | 3-8    | 0-2     | 1-5     |         | 4-10    | 4-1     | 5-3 | 0-5     | 0-3     | 4-5 Pr. | 7-5     | 4-5     | 4-3 Pr. |
| Dunkerque                                                          | 2-3 TF | 0-5     | 2-3     | 6-2     |         | 3-6     | 1-0 | 4-5     | 8-5     | 2-3     | 1-2     | 5-3     | 5-1     |
| Mont-Blanc                                                         | 3-5    | 3-6     | 0-6     | 5-3     | 2-3     |         | 1-3 | 0-4     | 4-3 TF  | 3-2 Pr. | 5-4     | 4-2     | 5-2     |
| Mulhouse                                                           | 3-1    | 2-3 Pr. | 4-2     | 6-2     | 4-3     | 3-4     |     | 2-5     | 6-2     | 4-5 Pr. | 6-2     | 7-1     | 3-5     |
| Nantes                                                             | 3-5    | 1-2 Pr. | 5-3     | 3-2     | 1-2 Pr. | 9-4     | 5-3 |         | 5-7     | 3-5     | 3-4 Pr. | 6-5 Pr. | 4-3     |
| Neuilly-sur-Marne                                                  | 1-4    | 6-2     | 3-0     | 4-2     | 1-3     | 5-4 TF  | 4-6 | 3-1     |         | 8-4     | 3-4     | 3-2     | 3-7     |
| Nice                                                               | 5-1    | 1-3     | 3-1     | 7-3     | 4-2     | 5-4     | 5-2 | 4-3 Pr. | 7-3     |         | 2-0     | 4-3     | 3-6     |
| Reims                                                              | 2-9    | 4-3     | 4-2     | 2-1     | 4-0     | 8-3     | 4-6 | 4-5 TF  | 6-1     | 4-3 Pr. |         | 6-2     | 5-3     |
| Toulouse                                                           | 4-8    | 3-4     | 2-6     | 4-5 Pr. | 5-6     | 1-5     | 3-8 | 3-7     | 4-5     | 0-5     | 1-5     |         | 2-5     |
| Tours                                                              | 2-4    | 1-4     | 2-1     | 5-1     | 3-2 Pr. | 4-5 Pr. | 1-8 | 2-3 Pr. | 6-3     | 6-5     | 2-0     | 6-4     |         |
| - Victoire à domicile - Victoire à l'extérieur - Match non disputé |        |         |         |         |         |         |     |         |         |         |         |         |         |

Pr. : Prolongation    -    TF : Tirs de fusillade

#### Classement
Une victoire rapporte 2 points, une défaite en prolongation ou en tirs de fusillade 1 point et une défaite dans le temps réglementaire aucun point.
| Clt   | Équipe            | PJ | V  | D  | DP | BP  | BC  | Diff | Pts |
| ----- | ----------------- | -- | -- | -- | -- | --- | --- | ---- | --- |
| +001, | Bordeaux          | 24 | 21 | 3  | 0  | 96  | 45  | +51  | 42  |
| +002, | Anglet            | 24 | 18 | 4  | 2  | 119 | 68  | +51  | 38  |
| +003, | Nice              | 24 | 16 | 6  | 2  | 97  | 78  | +19  | 34  |
| +004, | Nantes            | 24 | 14 | 6  | 4  | 93  | 77  | +16  | 32  |
| +005, | Reims             | 24 | 15 | 8  | 1  | 92  | 83  | +9   | 31  |
| +006, | Tours             | 24 | 12 | 9  | 3  | 82  | 89  | -7   | 27  |
| +007, | Mulhouse          | 24 | 12 | 10 | 2  | 96  | 76  | +20  | 26  |
| +008, | Neuilly-sur-Marne | 24 | 11 | 11 | 2  | 84  | 94  | -10  | 24  |
| +009, | Dunkerque         | 24 | 10 | 12 | 2  | 73  | 80  | -7   | 24  |
| +010, | Mont-Blanc        | 24 | 11 | 12 | 1  | 82  | 103 | -21  | 23  |
| +011, | Cholet            | 24 | 8  | 15 | 1  | 71  | 86  | -15  | 17  |
| +012, | Courbevoie        | 24 | 6  | 17 | 1  | 67  | 109 | -42  | 13  |
| +013, | Toulouse          | 24 | 2  | 20 | 2  | 66  | 130 | -64  | 6   |

- Qualifié pour les quarts de finale

#### Meilleurs pointeurs
| Classt | Joueur            | Équipe     | PJ | B  | A  | Pts | Pun |
| ------ | ----------------- | ---------- | -- | -- | -- | --- | --- |
| 1      | Luc-Olivier Blain | Anglet     | 24 | 17 | 30 | 47  | 20  |
| 2      | Anthony Brockman  | Reims      | 24 | 17 | 23 | 40  | 8   |
| 3      | Xavier Daramy     | Anglet     | 24 | 16 | 19 | 35  | 62  |
| 4      | Jordan Draper     | Mont-Blanc | 22 | 20 | 14 | 34  | 38  |
| 4      | Radek Hovora      | Nantes     | 22 | 16 | 18 | 34  | 38  |

### Séries éliminatoires

#### Formule
Les 8 équipes les mieux classées à l'issue de la saison régulière sont qualifiées pour les quarts de finale des séries éliminatoires. Les quarts de finale et les demi-finales se disputent au meilleur des 3 matches tandis que la finale se dispute au meilleur des 5 matches. Le vainqueur de la finale est sacré champion de Division 1 et est promu en Ligue Magnus.
Le 1er match se déroule chez le moins bien classé de la saison régulière, le match retour et l'éventuel match d'appui se déroulent chez le mieux classé de la saison régulière. Pour la finale jouée sur 5 matches, les deux premiers sont normalement joués chez l'équipe la mieux classée, les deux suivants chez la moins bien classée et le dernier chez la mieux classée. Compte tenu de la proximité géographique des 2 finalistes (Bordeaux et Anglet ne sont séparés que de 185 km), les matches de la finale sont finalement joués en alternance, le 1er, le 3e et le dernier étant joué à Bordeaux, équipe la mieux classée de la saison régulière.

#### Tableau
|  |                                              |                                              |                                              |                                              |                                              |                  |     |                                          |                                          |                                          |                                          |                                          |                    |     |                                    |                                    |                                    |                                    |                                    |                                    |                                    |  |  |
|  | Quarts de finale (au meilleur des 3 matches) | Quarts de finale (au meilleur des 3 matches) | Quarts de finale (au meilleur des 3 matches) | Quarts de finale (au meilleur des 3 matches) | Quarts de finale (au meilleur des 3 matches) |                  |     | Demi-finales (au meilleur des 3 matches) | Demi-finales (au meilleur des 3 matches) | Demi-finales (au meilleur des 3 matches) | Demi-finales (au meilleur des 3 matches) | Demi-finales (au meilleur des 3 matches) |                    |     | Finale (au meilleur des 5 matches) | Finale (au meilleur des 5 matches) | Finale (au meilleur des 5 matches) | Finale (au meilleur des 5 matches) | Finale (au meilleur des 5 matches) | Finale (au meilleur des 5 matches) | Finale (au meilleur des 5 matches) |  |  |
|  | 7 et 10 mars 2015                            |                                              |                                              |                                              |                                              |                  |     |                                          |                                          |                                          |                                          |                                          |                    |     |                                    |                                    |                                    |                                    |                                    |                                    |                                    |  |  |
|  |                                              |                                              |                                              |                                              |                                              |                  |     |                                          |                                          |                                          |                                          |                                          |                    |     |                                    |                                    |                                    |                                    |                                    |                                    |                                    |  |  |
|  | Boxers de Bordeaux                           | (1)                                          | 5                                            | 3                                            |                                              |                  |     |                                          |                                          |                                          |                                          |                                          |                    |     |                                    |                                    |                                    |                                    |                                    |                                    |                                    |  |  |
|  | Boxers de Bordeaux                           | (1)                                          | 5                                            | 3                                            | 18 et 21 mars 2015                           |                  |     |                                          |                                          |                                          |                                          |                                          |                    |     |                                    |                                    |                                    |                                    |                                    |                                    |                                    |  |  |
|  | Bisons de Neuilly-sur-Marne                  | (8)                                          | 2                                            | 2                                            |                                              |                  |     |                                          |                                          |                                          |                                          |                                          |                    |     |                                    |                                    |                                    |                                    |                                    |                                    |                                    |  |  |
|  | Bisons de Neuilly-sur-Marne                  | (8)                                          | 2                                            | 2                                            | Boxers de Bordeaux                           | (1)              | 2   | 5                                        |                                          |                                          |                                          |                                          |                    |     |                                    |                                    |                                    |                                    |                                    |                                    |                                    |  |  |
|  | 7, 14 et 15 mars 2015                        |                                              |                                              |                                              | Boxers de Bordeaux                           | (1)              | 2   | 5                                        |                                          |                                          |                                          |                                          |                    |     |                                    |                                    |                                    |                                    |                                    |                                    |                                    |  |  |
|  |                                              |                                              | Phénix de Reims                              | (5)                                          | 1                                            | 3                |     |                                          |                                          |                                          |                                          |                                          |                    |     |                                    |                                    |                                    |                                    |                                    |                                    |                                    |  |  |
|  | Corsaires de Nantes                          | (4)                                          | Phénix de Reims                              | (5)                                          | 1                                            | 3                | 3   | 3                                        | 3                                        |                                          |                                          |                                          |                    |     |                                    |                                    |                                    |                                    |                                    |                                    |                                    |  |  |
|  | Corsaires de Nantes                          | (4)                                          |                                              |                                              |                                              |                  | 3   | 3                                        | 3                                        | 28 mars au 2 avril 2015                  |                                          |                                          |                    |     |                                    |                                    |                                    |                                    |                                    |                                    |                                    |  |  |
|  | Phénix de Reims                              | (5)                                          | 4                                            | 1                                            | 4                                            |                  |     |                                          |                                          |                                          |                                          |                                          |                    |     |                                    |                                    |                                    |                                    |                                    |                                    |                                    |  |  |
|  | Phénix de Reims                              | (5)                                          | 4                                            | 1                                            | 4                                            |                  |     |                                          |                                          |                                          |                                          |                                          | Boxers de Bordeaux | (1) | 1                                  | 5                                  | 7                                  | 4                                  |                                    |                                    |                                    |  |  |
|  | 7, 14 et 15 mars 2015                        |                                              |                                              |                                              |                                              |                  |     |                                          |                                          |                                          |                                          |                                          | Boxers de Bordeaux | (1) | 1                                  | 5                                  | 7                                  | 4                                  |                                    |                                    |                                    |  |  |
|  |                                              | Hormadi d'Anglet                             | (2)                                          | 2                                            | 4                                            | 4                | 3   |                                          |                                          |                                          |                                          |                                          |                    |     |                                    |                                    |                                    |                                    |                                    |                                    |                                    |  |  |
|  | Hormadi d'Anglet                             | Hormadi d'Anglet                             | (2)                                          | 2                                            | 4                                            | 4                | 3   | (2)                                      | 4                                        | 4                                        | 7                                        |                                          |                    |     |                                    |                                    |                                    |                                    |                                    |                                    |                                    |  |  |
|  | Hormadi d'Anglet                             | 18 et 21 mars 2015                           |                                              |                                              |                                              |                  |     | (2)                                      | 4                                        | 4                                        | 7                                        |                                          |                    |     |                                    |                                    |                                    |                                    |                                    |                                    |                                    |  |  |
|  | Scorpions de Mulhouse                        | (7)                                          | 5                                            | 3                                            | 2                                            |                  |     |                                          |                                          |                                          |                                          |                                          |                    |     |                                    |                                    |                                    |                                    |                                    |                                    |                                    |  |  |
|  | Scorpions de Mulhouse                        | (7)                                          | 5                                            | 3                                            | 2                                            | Hormadi d'Anglet | (2) | 4                                        | 7                                        |                                          |                                          |                                          |                    |     |                                    |                                    |                                    |                                    |                                    |                                    |                                    |  |  |
|  | 7, 14 et 15 mars 2015                        |                                              |                                              |                                              |                                              | Hormadi d'Anglet | (2) | 4                                        | 7                                        |                                          |                                          |                                          |                    |     |                                    |                                    |                                    |                                    |                                    |                                    |                                    |  |  |
|  |                                              |                                              | Aigles de Nice                               | (3)                                          | 1                                            | 2                |     |                                          |                                          |                                          |                                          |                                          |                    |     |                                    |                                    |                                    |                                    |                                    |                                    |                                    |  |  |
|  | Aigles de Nice                               | (3)                                          | Aigles de Nice                               | (3)                                          | 1                                            | 2                | 6   | 1                                        | 5                                        |                                          |                                          |                                          |                    |     |                                    |                                    |                                    |                                    |                                    |                                    |                                    |  |  |
|  | Aigles de Nice                               | (3)                                          |                                              |                                              |                                              |                  | 6   | 1                                        | 5                                        |                                          |                                          |                                          |                    |     |                                    |                                    |                                    |                                    |                                    |                                    |                                    |  |  |
|  | Remparts de Tours                            | (6)                                          | 2                                            | 3                                            | 1                                            |                  |     |                                          |                                          |                                          |                                          |                                          |                    |     |                                    |                                    |                                    |                                    |                                    |                                    |                                    |  |  |
|  | Remparts de Tours                            | (6)                                          | 2                                            | 3                                            | 1                                            |                  |     |                                          |                                          |                                          |                                          |                                          |                    |     |                                    |                                    |                                    |                                    |                                    |                                    |                                    |  |  |

#### Finale
Les Boxers de Bordeaux premiers de la saison régulière et invaincus à domicile affrontent leur dauphin de la saison régulière l'Hormadi d'Anglet. Pourtant, Anglet s'impose en prolongation à Bordeaux lors du premier match. Bordeaux va gagner à son tour à l'extérieur en gagnant en fusillade, avant de gagner un deuxième match dans la foulée. De retour à Anglet, le quatrième match disputé le 1er avril ne dure qu'un tiers-temps, à cause d'un problème de surfaceuse alors que les locaux menaient 2-1. La rencontre est alors rejouée entièrement le lendemain. Ce match est gagné en prolongation pour Bordeaux, qui accède alors en Ligue Magnus.

## Division 2

### Formule de la saison
La saison régulière se joue du 20 septembre 2014 au 7 février 2015.
Les 18 équipes engagées sont réparties en deux poules de 9 équipes suivant le système IIHF fondé sur le classement de la saison précédente. Chaque poule se joue en matchs aller-retour.
Les huit premiers de chaque poule se qualifient pour les séries éliminatoires qui se jouent en matchs aller-retour en huitièmes et quarts de finale. Les demi-finales et la finale se déroulent au meilleur des trois matchs ; la 1re rencontre se joue chez l'équipe la moins bien classée, la 2e et éventuellement la 3e chez la mieux classée. Le vainqueur de la finale est sacré champion de Division 2.

#### Attribution des points
- 2 pts pour une victoire en temps réglementaire, après prolongations ou aux tirs au but
- 1 pt pour une défaite après prolongations ou aux tirs au but
- 0 pt pour une défaite en temps réglementaire

### Équipes engagées
Les équipes engagées en Division 2 sont donc au nombre de dix-huit (dont une équipe réserve). Elles sont réparties en deux poules de neuf :
| Poule A - Galaxians d'Amnéville - Castors d'Avignon promu de Division 3 - Jokers de Cergy-Pontoise - Sangliers Arvernes de Clermont - Peaux-Rouges d'Évry - Aigles de La Roche-sur-Yon - Comètes de Meudon - Renards de Roanne - Ours de Villard-de-Lans rétrogradé de Ligue Magnus | Poule B - Chevaliers du Lac d'Annecy relégué de Division 1 - Castors d'Asnières - Tigres de Boulogne promu de Division 3 - Éléphants de Chambéry - Taureaux de feu de Limoges - Français volants de Paris - CSG Strasbourg-Alsace (Strasbourg 2) - Bouquetins de Val-Vanoise - Lynx de Valence |

#### Poule A
Le score de l'équipe à domicile, située dans la colonne de gauche, est inscrit en premier.
| Résultats (▼dom., ►ext.)                                           | AMN     | AVI  | CER | CLE  | EVR     | LRY     | MEU     | ROA | VIL     |
| Amnéville                                                          |         | 7-2  | 1-8 | 1-6  | 5-4     | 3-5     | 2-5     | 5-1 | 3-2 Pr. |
| Avignon                                                            | 4-5 Pr. |      | 2-5 | 1-4  | 5-6 Pr. | 2-6     | 2-3     | 3-6 | 4-6     |
| Cergy-Pontoise                                                     | 5-3     | 5-3  |     | 4-8  | 6-5 Pr. | 2-3     | 5-1     | 6-5 | 3-2     |
| Clermont-Ferrand                                                   | 4-6     | 4-3  | 4-3 |      | 1-3     | 3-5     | 5-1     | 6-2 | 2-0     |
| Évry                                                               | 2-5     | 7-6  | 4-6 | 4-2  |         | 2-3     | 6-2     | 3-6 | 0-3     |
| La Roche-sur-Yon                                                   | 4-3 Pr. | 14-2 | 2-5 | 5-0  | 12-4    |         | 9-0     | 4-3 | 6-2     |
| Meudon                                                             | 7-3     | 1-2  | 1-9 | 12-3 | 6-2     | 2-4     |         | 8-6 | 5-4     |
| Roanne                                                             | 2-3     | 8-1  | 2-5 | 3-5  | 6-2     | 2-5     | 3-4 Pr. |     | 3-2     |
| Villard-de-Lans                                                    | 5-0     | 5-3  | 9-3 | 4-0  | 6-2     | 1-2 Pr. | 1-3     | 4-3 |         |
| - Victoire à domicile - Victoire à l'extérieur - Match non disputé |         |      |     |      |         |         |         |     |         |

Pr. : Prolongation    -    TF : Tirs de fusillade
| Clt   | Équipe           | PJ | V  | D  | DP | BP | BC | Diff | Pts |
| ----- | ---------------- | -- | -- | -- | -- | -- | -- | ---- | --- |
| +001, | La Roche-sur-Yon | 16 | 15 | 1  | 0  | 89 | 36 | +53  | 30  |
| +002, | Cergy-Pontoise   | 16 | 12 | 4  | 0  | 80 | 55 | +25  | 22  |
| +003, | Meudon           | 16 | 9  | 7  | 0  | 61 | 66 | -5   | 18  |
| +004, | Clermont-Ferrand | 16 | 9  | 7  | 0  | 57 | 57 | +0   | 18  |
| +005, | Villard-de-Lans  | 16 | 8  | 6  | 2  | 56 | 42 | +14  | 18  |
| +006, | Amnéville        | 16 | 8  | 7  | 1  | 55 | 66 | -11  | 17  |
| +007, | Roanne           | 16 | 5  | 10 | 1  | 61 | 66 | -5   | 11  |
| +008, | Évry             | 16 | 5  | 10 | 1  | 56 | 80 | -24  | 11  |
| +009, | Avignon          | 16 | 1  | 13 | 2  | 45 | 92 | -47  | 4   |

- Qualifié pour les huitièmes de finale

#### Poule B
Le score de l'équipe à domicile, située dans la colonne de gauche, est inscrit en premier.
| Résultats (▼dom., ►ext.)                                           | ANN     | ASN | BOU  | CHM  | LIM     | PAR    | STR     | VAN    | VAL |
| Annecy                                                             |         | 6-1 | 6-3  | 0-1  | 6-4     | 4-3    | 8-0     | 0-3    | 3-1 |
| Asnières-sur-Seine                                                 | 4-6     |     | 11-1 | 4-5  | 3-2     | 2-6    | 5-4 Pr. | 2-6    | 9-6 |
| Boulogne-Billancourt                                               | 2-5     | 6-4 |      | 5-12 | 4-11    | 0-7    | 6-5     | 2-6    | 0-3 |
| Chambéry                                                           | 8-3     | 7-2 | 10-4 |      | 8-7     | 2-6    | 11-1    | 5-6 TF | 6-1 |
| Limoges                                                            | 4-7     | 8-3 | 10-5 | 4-5  |         | 2-6    | 5-0     | 4-3    | 1-5 |
| Paris                                                              | 6-5 Pr. | 5-4 | 7-4  | 3-1  | 1-6     |        | 9-1     | 4-5    | 6-1 |
| Strasbourg 2                                                       | 3-10    | 1-7 | 1-5  | 3-10 | 2-3 Pr. | 2-3 TF |         | 5-6    | 2-4 |
| Val-Vanoise                                                        | 7-6 TF  | 6-0 | 12-0 | 5-0  | 5-2     | 12-6   | 10-2    |        | 6-3 |
| Valence                                                            | 7-3     | 3-8 | 13-2 | 3-6  | 2-5     | 2-4    | 8-3     | 4-8    |     |
| - Victoire à domicile - Victoire à l'extérieur - Match non disputé |         |     |      |      |         |        |         |        |     |

Pr. : Prolongation    -    TF : Tirs de fusillade
| Clt   | Équipe               | PJ | V  | D  | DP | BP  | BC  | Diff | Pts |
| ----- | -------------------- | -- | -- | -- | -- | --- | --- | ---- | --- |
| +001, | Val Vanoise          | 16 | 15 | 1  | 0  | 106 | 45  | +61  | 30  |
| +002, | Chambéry             | 16 | 12 | 3  | 1  | 97  | 57  | +40  | 25  |
| +003, | Paris                | 16 | 12 | 4  | 0  | 82  | 53  | +29  | 24  |
| +004, | Annecy               | 16 | 10 | 4  | 2  | 78  | 57  | +21  | 22  |
| +005, | Limoges              | 16 | 8  | 8  | 0  | 78  | 65  | +13  | 16  |
| +006, | Asnières-sur-Seine   | 16 | 6  | 10 | 0  | 69  | 78  | -9   | 12  |
| +007, | Valence              | 16 | 6  | 10 | 0  | 66  | 72  | -6   | 12  |
| +008, | Boulogne-Billancourt | 16 | 3  | 13 | 0  | 49  | 123 | -74  | 6   |
| +009, | Strasbourg 2         | 16 | 0  | 13 | 3  | 35  | 110 | -75  | 3   |

- Qualifié pour les huitièmes de finale

### Séries éliminatoires
|  |                                            |                                            |                                            |                                            |                                            |             |    |                                         |                                         |                                         |                                         |                                         |                  |                  |                                  |                                  |                                  |                                  |                                  |                                  |                                  |                                  |                                  |                                  |
|  | Huitièmes de finale 2 matches aller-retour | Huitièmes de finale 2 matches aller-retour | Huitièmes de finale 2 matches aller-retour | Huitièmes de finale 2 matches aller-retour | Huitièmes de finale 2 matches aller-retour |             |    | Quarts de finale 2 matches aller-retour | Quarts de finale 2 matches aller-retour | Quarts de finale 2 matches aller-retour | Quarts de finale 2 matches aller-retour | Quarts de finale 2 matches aller-retour |                  |                  | Finale au meilleur des 3 matches | Finale au meilleur des 3 matches | Finale au meilleur des 3 matches | Finale au meilleur des 3 matches | Finale au meilleur des 3 matches | Finale au meilleur des 3 matches | Finale au meilleur des 3 matches | Finale au meilleur des 3 matches | Finale au meilleur des 3 matches | Finale au meilleur des 3 matches |
|  |                                            |                                            |                                            |                                            |                                            |             |    |                                         |                                         |                                         |                                         |                                         |                  |                  |                                  |                                  |                                  |                                  |                                  |                                  |                                  |                                  |                                  |                                  |
|  |                                            |                                            |                                            |                                            |                                            |             |    |                                         | Demi-finales au meilleur des 3 matches  |                                         |                                         |                                         |                  |                  |                                  |                                  |                                  |                                  |                                  |                                  |                                  |                                  |                                  |                                  |
|  | 21 et 28 février 2015                      |                                            |                                            |                                            |                                            |             |    |                                         |                                         |                                         |                                         |                                         |                  |                  |                                  |                                  |                                  |                                  |                                  |                                  |                                  |                                  |                                  |                                  |
|  |                                            |                                            |                                            |                                            |                                            |             |    |                                         |                                         |                                         |                                         |                                         |                  |                  |                                  |                                  |                                  |                                  |                                  |                                  |                                  |                                  |                                  |                                  |
|  | La Roche-sur-Yon                           | A1                                         | 7                                          | 9                                          |                                            |             |    |                                         |                                         |                                         |                                         |                                         |                  |                  |                                  |                                  |                                  |                                  |                                  |                                  |                                  |                                  |                                  |                                  |
|  | La Roche-sur-Yon                           | A1                                         | 7                                          | 9                                          | 7 et 14 mars 2015                          |             |    |                                         |                                         |                                         |                                         |                                         |                  |                  |                                  |                                  |                                  |                                  |                                  |                                  |                                  |                                  |                                  |                                  |
|  | Boulogne-Billancourt                       | B8                                         | 2                                          | 3                                          |                                            |             |    |                                         |                                         |                                         |                                         |                                         |                  |                  |                                  |                                  |                                  |                                  |                                  |                                  |                                  |                                  |                                  |                                  |
|  | Boulogne-Billancourt                       | B8                                         | 2                                          | 3                                          | La Roche-sur-Yon                           | A1          | 3  | 3                                       |                                         |                                         |                                         |                                         |                  |                  |                                  |                                  |                                  |                                  |                                  |                                  |                                  |                                  |                                  |                                  |
|  | 21 et 28 février 2015                      |                                            |                                            |                                            | La Roche-sur-Yon                           | A1          | 3  | 3                                       |                                         |                                         |                                         |                                         |                  |                  |                                  |                                  |                                  |                                  |                                  |                                  |                                  |                                  |                                  |                                  |
|  |                                            |                                            | Annecy                                     | B4                                         | 3                                          | 0           |    |                                         |                                         |                                         |                                         |                                         |                  |                  |                                  |                                  |                                  |                                  |                                  |                                  |                                  |                                  |                                  |                                  |
|  | Villard-de-Lans                            | A5                                         | Annecy                                     | B4                                         | 3                                          | 0           | 1  | 2                                       |                                         |                                         |                                         |                                         |                  |                  |                                  |                                  |                                  |                                  |                                  |                                  |                                  |                                  |                                  |                                  |
|  | Villard-de-Lans                            | A5                                         | 21 et 28 mars 2015                         |                                            |                                            |             | 1  | 2                                       |                                         |                                         |                                         |                                         |                  |                  |                                  |                                  |                                  |                                  |                                  |                                  |                                  |                                  |                                  |                                  |
|  | Annecy                                     | B4                                         | 1                                          | 4                                          |                                            |             |    |                                         |                                         |                                         |                                         |                                         |                  |                  |                                  |                                  |                                  |                                  |                                  |                                  |                                  |                                  |                                  |                                  |
|  | Annecy                                     | B4                                         | 1                                          | 4                                          |                                            |             |    | La Roche-sur-Yon                        | La Roche-sur-Yon                        | La Roche-sur-Yon                        | La Roche-sur-Yon                        | La Roche-sur-Yon                        | La Roche-sur-Yon | A1               | 4                                | 8                                |                                  |                                  |                                  |                                  |                                  |                                  |                                  |                                  |
|  | 21 et 28 février 2015                      |                                            |                                            |                                            |                                            |             |    | La Roche-sur-Yon                        | La Roche-sur-Yon                        | La Roche-sur-Yon                        | La Roche-sur-Yon                        | La Roche-sur-Yon                        | La Roche-sur-Yon | A1               | 4                                | 8                                |                                  |                                  |                                  |                                  |                                  |                                  |                                  |                                  |
|  | Chambéry                                   | Chambéry                                   | Chambéry                                   | Chambéry                                   | Chambéry                                   | Chambéry    | B2 | 1                                       | 2                                       |                                         |                                         |                                         |                  |                  |                                  |                                  |                                  |                                  |                                  |                                  |                                  |                                  |                                  |                                  |
|  | Chambéry                                   | Chambéry                                   | Chambéry                                   | Chambéry                                   | Chambéry                                   | Chambéry    | B2 | 1                                       | 2                                       | Meudon                                  | A3                                      | 4                                       | 4                |                  |                                  |                                  |                                  |                                  |                                  |                                  |                                  |                                  |                                  |                                  |
|  | 7 et 14 mars 2015                          |                                            |                                            |                                            |                                            |             |    |                                         |                                         | Meudon                                  | A3                                      | 4                                       | 4                |                  |                                  |                                  |                                  |                                  |                                  |                                  |                                  |                                  |                                  |                                  |
|  | Asnières-sur-Seine                         | B6                                         | 2                                          | 3                                          |                                            |             |    |                                         |                                         |                                         |                                         |                                         |                  |                  |                                  |                                  |                                  |                                  |                                  |                                  |                                  |                                  |                                  |                                  |
|  | Asnières-sur-Seine                         | B6                                         | 2                                          | 3                                          | Meudon                                     | A3          | 5  | 3                                       |                                         |                                         |                                         |                                         |                  |                  |                                  |                                  |                                  |                                  |                                  |                                  |                                  |                                  |                                  |                                  |
|  | 21 et 28 février 2015                      |                                            |                                            |                                            | Meudon                                     | A3          | 5  | 3                                       |                                         |                                         |                                         |                                         |                  |                  |                                  |                                  |                                  |                                  |                                  |                                  |                                  |                                  |                                  |                                  |
|  |                                            |                                            | Chambéry                                   | B2                                         | 5                                          | 11          |    |                                         |                                         |                                         |                                         |                                         |                  |                  |                                  |                                  |                                  |                                  |                                  |                                  |                                  |                                  |                                  |                                  |
|  | Roanne                                     | A7                                         | Chambéry                                   | B2                                         | 5                                          | 11          | 2  | 6                                       |                                         |                                         |                                         |                                         |                  |                  |                                  |                                  |                                  |                                  |                                  |                                  |                                  |                                  |                                  |                                  |
|  | Roanne                                     | A7                                         |                                            |                                            |                                            |             | 2  | 6                                       | 4 et 11 avril 2015                      |                                         |                                         |                                         |                  |                  |                                  |                                  |                                  |                                  |                                  |                                  |                                  |                                  |                                  |                                  |
|  | Chambéry                                   | B2                                         | 4                                          | 7                                          |                                            |             |    |                                         |                                         |                                         |                                         |                                         |                  |                  |                                  |                                  |                                  |                                  |                                  |                                  |                                  |                                  |                                  |                                  |
|  | Chambéry                                   | B2                                         | 4                                          | 7                                          |                                            |             |    |                                         |                                         |                                         |                                         |                                         |                  | La Roche-sur-Yon | La Roche-sur-Yon                 | La Roche-sur-Yon                 | La Roche-sur-Yon                 | La Roche-sur-Yon                 | La Roche-sur-Yon                 | A1                               | 3                                | 0                                |                                  |                                  |
|  | 21 et 28 février 2015                      |                                            |                                            |                                            |                                            |             |    |                                         |                                         |                                         |                                         |                                         |                  | La Roche-sur-Yon | La Roche-sur-Yon                 | La Roche-sur-Yon                 | La Roche-sur-Yon                 | La Roche-sur-Yon                 | La Roche-sur-Yon                 | A1                               | 3                                | 0                                |                                  |                                  |
|  | Val-Vanoise                                | Val-Vanoise                                | Val-Vanoise                                | Val-Vanoise                                | Val-Vanoise                                | Val-Vanoise | B1 | 4                                       | 3                                       |                                         |                                         |                                         |                  |                  |                                  |                                  |                                  |                                  |                                  |                                  |                                  |                                  |                                  |                                  |
|  | Val-Vanoise                                | Val-Vanoise                                | Val-Vanoise                                | Val-Vanoise                                | Val-Vanoise                                | Val-Vanoise | B1 | 4                                       | 3                                       | Cergy-Pontoise                          | A2                                      | 2                                       | 7                |                  |                                  |                                  |                                  |                                  |                                  |                                  |                                  |                                  |                                  |                                  |
|  | 7 et 14 mars 2015                          |                                            |                                            |                                            |                                            |             |    |                                         |                                         | Cergy-Pontoise                          | A2                                      | 2                                       | 7                |                  |                                  |                                  |                                  |                                  |                                  |                                  |                                  |                                  |                                  |                                  |
|  | Valence                                    | B7                                         | 4                                          | 1                                          |                                            |             |    |                                         |                                         |                                         |                                         |                                         |                  |                  |                                  |                                  |                                  |                                  |                                  |                                  |                                  |                                  |                                  |                                  |
|  | Valence                                    | B7                                         | 4                                          | 1                                          | Cergy-Pontoise                             | A2          | 4  | 5                                       |                                         |                                         |                                         |                                         |                  |                  |                                  |                                  |                                  |                                  |                                  |                                  |                                  |                                  |                                  |                                  |
|  | 21 et 28 février 2015                      |                                            |                                            |                                            | Cergy-Pontoise                             | A2          | 4  | 5                                       |                                         |                                         |                                         |                                         |                  |                  |                                  |                                  |                                  |                                  |                                  |                                  |                                  |                                  |                                  |                                  |
|  |                                            |                                            | Amnéville                                  | A6                                         | 1                                          | 2           |    |                                         |                                         |                                         |                                         |                                         |                  |                  |                                  |                                  |                                  |                                  |                                  |                                  |                                  |                                  |                                  |                                  |
|  | Amnéville                                  | A6                                         | Amnéville                                  | A6                                         | 1                                          | 2           | 8  | 1                                       |                                         |                                         |                                         |                                         |                  |                  |                                  |                                  |                                  |                                  |                                  |                                  |                                  |                                  |                                  |                                  |
|  | Amnéville                                  | A6                                         | 21 et 28 mars 2015                         |                                            |                                            |             | 8  | 1                                       |                                         |                                         |                                         |                                         |                  |                  |                                  |                                  |                                  |                                  |                                  |                                  |                                  |                                  |                                  |                                  |
|  | Paris                                      | B3                                         | 4                                          | 3                                          |                                            |             |    |                                         |                                         |                                         |                                         |                                         |                  |                  |                                  |                                  |                                  |                                  |                                  |                                  |                                  |                                  |                                  |                                  |
|  | Paris                                      | B3                                         | 4                                          | 3                                          |                                            |             |    | Cergy-Pontoise                          | Cergy-Pontoise                          | Cergy-Pontoise                          | Cergy-Pontoise                          | Cergy-Pontoise                          | Cergy-Pontoise   | A2               | 4                                | 1                                |                                  |                                  |                                  |                                  |                                  |                                  |                                  |                                  |
|  | 21 et 28 février 2015                      |                                            |                                            |                                            |                                            |             |    | Cergy-Pontoise                          | Cergy-Pontoise                          | Cergy-Pontoise                          | Cergy-Pontoise                          | Cergy-Pontoise                          | Cergy-Pontoise   | A2               | 4                                | 1                                |                                  |                                  |                                  |                                  |                                  |                                  |                                  |                                  |
|  | Val-Vanoise                                | Val-Vanoise                                | Val-Vanoise                                | Val-Vanoise                                | Val-Vanoise                                | Val-Vanoise | B1 | 8                                       | 5                                       |                                         |                                         |                                         |                  |                  |                                  |                                  |                                  |                                  |                                  |                                  |                                  |                                  |                                  |                                  |
|  | Val-Vanoise                                | Val-Vanoise                                | Val-Vanoise                                | Val-Vanoise                                | Val-Vanoise                                | Val-Vanoise | B1 | 8                                       | 5                                       | Clermont-Ferrand                        | A4                                      | 4                                       | 2                |                  |                                  |                                  |                                  |                                  |                                  |                                  |                                  |                                  |                                  |                                  |
|  | 7 et 14 mars 2015                          |                                            |                                            |                                            |                                            |             |    |                                         |                                         | Clermont-Ferrand                        | A4                                      | 4                                       | 2                |                  |                                  |                                  |                                  |                                  |                                  |                                  |                                  |                                  |                                  |                                  |
|  | Limoges                                    | B5                                         | 5                                          | 3                                          |                                            |             |    |                                         |                                         |                                         |                                         |                                         |                  |                  |                                  |                                  |                                  |                                  |                                  |                                  |                                  |                                  |                                  |                                  |
|  | Limoges                                    | B5                                         | 5                                          | 3                                          | Limoges                                    | B5          | 3  | 1                                       |                                         |                                         |                                         |                                         |                  |                  |                                  |                                  |                                  |                                  |                                  |                                  |                                  |                                  |                                  |                                  |
|  | 21 et 28 février 2015                      |                                            |                                            |                                            | Limoges                                    | B5          | 3  | 1                                       |                                         |                                         |                                         |                                         |                  |                  |                                  |                                  |                                  |                                  |                                  |                                  |                                  |                                  |                                  |                                  |
|  |                                            |                                            | Val-Vanoise                                | B1                                         | 6                                          | 4           |    |                                         |                                         |                                         |                                         |                                         |                  |                  |                                  |                                  |                                  |                                  |                                  |                                  |                                  |                                  |                                  |                                  |
|  | Évry                                       | A8                                         | Val-Vanoise                                | B1                                         | 6                                          | 4           | 1  | 3                                       |                                         |                                         |                                         |                                         |                  |                  |                                  |                                  |                                  |                                  |                                  |                                  |                                  |                                  |                                  |                                  |
|  | Évry                                       | A8                                         |                                            |                                            |                                            |             | 1  | 3                                       |                                         |                                         |                                         |                                         |                  |                  |                                  |                                  |                                  |                                  |                                  |                                  |                                  |                                  |                                  |                                  |
|  | Val-Vanoise                                | B1                                         | 5                                          | 4                                          |                                            |             |    |                                         |                                         |                                         |                                         |                                         |                  |                  |                                  |                                  |                                  |                                  |                                  |                                  |                                  |                                  |                                  |                                  |
|  | Val-Vanoise                                | B1                                         | 5                                          | 4                                          |                                            |             |    |                                         |                                         |                                         |                                         |                                         |                  |                  |                                  |                                  |                                  |                                  |                                  |                                  |                                  |                                  |                                  |                                  |

## Division 3
Localisation des équipes 2014-15 de la division 3

### Formule de la saison
La saison régulière se joue du 20 septembre 2014 au 21 février 2015.
Les trente-trois équipes engagées sont réparties en quatre poules (de huit ou neuf équipes), les matchs se jouent en aller-retour. Les quatre premiers de chaque groupe se qualifient pour la phase finale.
Durant la phase finale qui se joue en matchs aller-retour (ainsi quand il y a match nul, il n'y a pas de prolongation, le score est conservé tel quel), le score cumulé désignant le vainqueur, les qualifiés du groupe A affrontent ceux du groupe B et ceux du groupe C sont opposés à ceux du groupe D. Les vainqueurs des quarts de finale se qualifient pour le carré final.
Les quatre qualifiés pour le carré final sont rassemblés au sein d'une poule unique qui se joue en matchs simples. L'équipe finissant à la première place est sacrée champion de Division 3. Le champion et le deuxième sont promus en Division 2.

#### Attribution des points pour la saison régulière
- 2 pts pour une victoire
- 1 pt pour un nul
- 0 pt pour une défaite
- -1 pt pour une défaite sur tapis vert

#### Attribution des points pour le carré final
- 3 pts pour une victoire en temps réglementaire
- 2 pts pour une victoire en prolongations ou aux tirs au but
- 1 pt pour une défaite en prolongations ou aux tirs au but
- 0 pt pour une défaite en temps réglementaire

### Équipes engagées
Les trente-trois équipes engagées, dont seize équipes réserves et une équipe basée au Luxembourg, sont réparties en quatre groupes régionaux (le 2 suivant le nom d'une équipe indique qu'il s'agit d'une équipe réserve) :
| Groupe A - Boxers de Bordeaux 2 nouvelle équipe - Albatros de Brest 2 - Les Aigles de La Roche-sur-Yon 2 nouvelle équipe - Corsaires de Nantes 2 - Renards d'Orléans - Dragons de Poitiers - Cormorans de Rennes - Remparts de Tours 2 Groupe C - Aigles de Besançon - Gaulois de Châlons-en-Champagne - Élans de Champigny rétrogradé de Division 2 - Titans de Colmar - Caribous de Seine-et-Marne - Ducs de Dijon 2 - Tornado Luxembourg - Jets de Viry-Châtillon | Groupe B - Castors d'Asnières 2 - Jokers de Cergy-Pontoise 2 - Coqs de Courbevoie 2 - Chiefs de Deuil-Garges - Corsaires de Dunkerque 2 - Dragons de Rouen 2 nouvelle équipe - Diables rouges de Valenciennes - Lions de Wasquehal nouvelle équipe Groupe D - Éléphants de Chambéry 2 - Sangliers Arvernes 2 - Spartiates de Marseille - Vipers de Montpellier relégué de Division 1 puis rétrogradé - Aigles de Nice 2 nouvelle équipe - Griffes de l'ours d'Orcières - Boucaniers de Toulon - Lynx de Valence 2 - Bouquetins de Val-Vanoise 2 |

### Saison régulière

#### Groupe A
Le score de l'équipe à domicile, située dans la colonne de gauche, est inscrit en premier.
| Résultats (▼dom., ►ext.)                                   | BOR | BRE  | LRY  | NAN | ORL | POI | REN  | TRS  |
| Boxers de Bordeaux 2                                       |     | 4-4  | 3-1  | 1-4 | 6-4 | 4-2 | 2-4  | 4-5  |
| Albatros de Brest 2                                        | 8-0 |      | 14-2 | 1-1 | 2-2 | 6-0 | 11-2 | 11-2 |
| Les Aigles de La Roche-sur-Yon 2                           | 2-6 | 3-10 |      | 3-4 | 3-9 | 1-2 | 4-7  | 2-7  |
| Corsaires de Nantes 2                                      | 9-2 | 6-4  | 10-3 |     | 2-3 | 9-1 | 5-4  | 3-4  |
| Renards d'Orléans                                          | 5-2 | 6-2  | 9-2  | 7-6 |     | 4-7 | 10-2 | 5-5  |
| Dragons de Poitiers                                        | 3-4 | 1-5  | 9-4  | 0-7 | 1-5 |     | 3-4  | 10-4 |
| Cormorans de Rennes                                        | 8-1 | 3-6  | 17-2 | 2-5 | 5-7 | 6-2 |      | 2-11 |
| Remparts de Tours 2                                        | 5-3 | 2-2  | 9-2  | 5-7 | 8-3 | 6-1 | 10-6 |      |
| - Victoire à domicile - Match nul - Victoire à l'extérieur |     |      |      |     |     |     |      |      |

| Clt   | Équipe     | PJ | V  | D  | N | BP | BC  | Diff | Pts |
| ----- | ---------- | -- | -- | -- | - | -- | --- | ---- | --- |
| +001, | Nantes 2   | 14 | 10 | 3  | 1 | 78 | 40  | +38  | 21  |
| +002, | Brest 2    | 14 | 8  | 2  | 4 | 86 | 34  | +52  | 20  |
| +003, | Orléans    | 14 | 9  | 3  | 2 | 79 | 53  | +26  | 20  |
| +004, | Tours 2    | 14 | 9  | 3  | 2 | 83 | 61  | +22  | 20  |
| +005, | Rennes     | 14 | 6  | 8  | 0 | 72 | 79  | -7   | 12  |
| +006, | Bordeaux 2 | 14 | 5  | 8  | 1 | 42 | 64  | -22  | 11  |
| +007, | Poitiers   | 14 | 4  | 10 | 0 | 42 | 69  | -27  | 8   |
| +008, | La Roche 2 | 14 | 0  | 14 | 0 | 34 | 116 | -82  | 0   |

- Qualifié pour le carré final
- Qualifié pour la phase finale

#### Groupe B
Le score de l'équipe à domicile, située dans la colonne de gauche, est inscrit en premier.
| Résultats (▼dom., ►ext.)                                   | ASN  | CER  | COU  | DEU  | DUN  | ROU  | VAL  | WAS  |
| Castors d'Asnières 2                                       |      | 6-3  | 6-3  | 3-7  | 7-4  | 0-11 | 6-10 | 1-8  |
| Jokers de Cergy-Pontoise 2                                 | 4-5  |      | 1-10 | 1-8  | 6-6  | 1-5  | 2-12 | 3-15 |
| Coqs de Courbevoie 2                                       | 3-4  | 4-1  |      | 1-6  | 4-5  | 3-7  | 3-3  | 1-16 |
| Chiefs de Deuil-Garges                                     | 7-1  | 11-1 | 8-1  |      | 2-2  | 4-1  | 5-3  | 3-1  |
| Corsaires de Dunkerque 2                                   | 3-8  | 6-3  | 5-5  | 7-14 |      | 0-2  | 0-8  | 2-9  |
| Dragons de Rouen 2                                         | 8-3  | 7-1  | 13-0 | 5-1  | 17-2 |      | 9-2  | 5-4  |
| Diables rouges de Valenciennes                             | 8-1  | 4-2  | 7-0  | 4-4  | 10-5 | 2-4  |      | 6-3  |
| Lions de Wasquehal                                         | 15-6 | 8-1  | 8-2  | 8-3  | 15-1 | 4-0  | 5-4  |      |
| - Victoire à domicile - Match nul - Victoire à l'extérieur |      |      |      |      |      |      |      |      |

| Clt   | Équipe       | PJ | V  | D  | N | BP  | BC  | Diff | Pts |
| ----- | ------------ | -- | -- | -- | - | --- | --- | ---- | --- |
| +001, | Rouen 2      | 14 | 12 | 2  | 0 | 94  | 27  | +67  | 24  |
| +002, | Wasquehal    | 14 | 11 | 3  | 0 | 119 | 38  | +84  | 22  |
| +003, | Deuil-Garges | 14 | 10 | 2  | 2 | 83  | 39  | +44  | 22  |
| +004, | Valenciennes | 14 | 8  | 4  | 2 | 83  | 49  | +34  | 18  |
| +005, | Asnières 2   | 14 | 6  | 8  | 0 | 57  | 94  | -37  | 12  |
| +006, | Dunkerque 2  | 14 | 2  | 9  | 3 | 48  | 110 | -62  | 7   |
| +007, | Courbevoie 2 | 14 | 2  | 10 | 2 | 40  | 90  | -50  | 6   |
| +008, | Cergy 2      | 14 | 0  | 13 | 1 | 30  | 107 | -77  | 1   |

- Qualifié pour le carré final
- Qualifié pour la phase finale

#### Groupe C
Le score de l'équipe à domicile, située dans la colonne de gauche, est inscrit en premier.
| Résultats (▼dom., ►ext.)                                   | BES  | CHA  | CMP | COL  | SEM  | DIJ | LUX | VIR |
| Aigles de Besançon                                         |      | 0-8  | 1-4 | 4-17 | 2-2  | 2-2 | 1-5 | 3-2 |
| Gaulois de Châlons-en-Champagne                            | 11-0 |      | 0-2 | 9-4  | 12-2 | 7-2 | 7-3 | 2-4 |
| Élans de Champigny                                         | 13-1 | 2-2  |     | 4-3  | 7-1  | 5-1 | 7-2 | 5-3 |
| Titans de Colmar                                           | 8-2  | 5-6  | 4-5 |      | 9-4  | 2-3 | 6-3 | 8-1 |
| Caribous de Seine-et-Marne                                 | 10-0 | 2-7  | 1-1 | 6-5  |      | 4-7 | 7-5 | 4-2 |
| Ducs de Dijon 2                                            | 5-4  | 2-7  | 1-5 | 1-6  | 2-2  |     | 3-2 | 4-2 |
| Tornado Luxembourg                                         | 8-3  | 4-11 | 1-4 | 6-7  | 2-4  | 6-4 |     | 4-2 |
| Jets de Viry-Châtillon                                     | 12-3 | 4-7  | 0-4 | 2-13 | 5-5  | 4-3 | 9-9 |     |
| - Victoire à domicile - Match nul - Victoire à l'extérieur |      |      |     |      |      |     |     |     |

| Clt   | Équipe         | PJ | V  | D  | N | BP | BC  | Diff | Pts |
| ----- | -------------- | -- | -- | -- | - | -- | --- | ---- | --- |
| +001, | Champigny      | 14 | 12 | 0  | 2 | 68 | 21  | +47  | 26  |
| +002, | Châlons        | 14 | 11 | 2  | 1 | 96 | 36  | +60  | 23  |
| +003, | Colmar         | 14 | 8  | 6  | 0 | 97 | 56  | +41  | 16  |
| +004, | Seine-et-Marne | 14 | 5  | 5  | 4 | 54 | 66  | -12  | 14  |
| +005, | Dijon 2        | 14 | 5  | 7  | 2 | 40 | 58  | -18  | 12  |
| +006, | Luxembourg     | 14 | 4  | 9  | 1 | 60 | 75  | -15  | 9   |
| +007, | Viry-Châtillon | 14 | 3  | 9  | 2 | 52 | 74  | -22  | 8   |
| +008, | Besançon       | 14 | 1  | 11 | 2 | 26 | 107 | -81  | 4   |

- Qualifié pour le carré final
- Qualifié pour la phase finale

#### Groupe D
Le score de l'équipe à domicile, située dans la colonne de gauche, est inscrit en premier.
| Résultats (▼dom., ►ext.)                                   | CHM  | CLE  | MAR  | MTP  | NIC  | ORC  | TOU  | VAL  | VAN         |
| Éléphants de Chambéry 2                                    |      | 4-1  | 2-5  | 2-8  | 8-4  | 2-3  | 2-4  | 6-6  | 9-6         |
| Sangliers Arvernes 2                                       | 5-10 |      | 2-16 | 1-10 | 3-5  | 9-13 | 2-15 | 3-2  | 4-4         |
| Spartiates de Marseille                                    | 14-0 | 16-0 |      | 6-6  | 14-2 | 6-3  | 3-2  | 8-5  | 8-2         |
| Vipers de Montpellier                                      | 12-4 | 18-1 | 4-1  |      | 13-2 | 14-3 | 6-4  | 11-1 | 5-0 (forf.) |
| Aigles de Nice 2                                           | 5-4  | 4-5  | 3-13 | 3-12 |      | 4-8  | 2-5  | 3-4  | 2-5         |
| Griffes de l'ours d'Orcières                               | 6-1  | 9-4  | 4-0  | 5-8  | 12-2 |      | 2-6  | 12-3 | 10-1        |
| Boucaniers de Toulon                                       | 9-4  | 11-1 | 1-3  | 1-4  | 12-0 | 2-3  |      | 6-3  | 9-2         |
| Lynx de Valence 2                                          | 3-3  | 4-2  | 2-15 | 4-12 | 5-4  | 6-8  | 1-7  |      | 4-3         |
| Bouquetins de Val-Vanoise 2                                | 3-5  | 15-0 | 2-5  | 2-12 | 9-3  | 3-6  | 1-5  | 10-9 |             |
| - Victoire à domicile - Match nul - Victoire à l'extérieur |      |      |      |      |      |      |      |      |             |

| Clt   | Équipe        | PJ | V  | D  | N | BP  | BC  | Diff | Pts |
| ----- | ------------- | -- | -- | -- | - | --- | --- | ---- | --- |
| +001, | Montpellier   | 16 | 15 | 0  | 1 | 155 | 40  | +115 | 31  |
| +002, | Marseille     | 16 | 13 | 2  | 1 | 133 | 40  | +93  | 27  |
| +003, | Orcières      | 16 | 12 | 4  | 0 | 107 | 71  | +36  | 24  |
| +004, | Toulon        | 16 | 11 | 5  | 0 | 100 | 39  | +61  | 22  |
| +005, | Chambéry 2    | 16 | 5  | 9  | 2 | 66  | 94  | -28  | 12  |
| +006, | Valence 2     | 16 | 4  | 10 | 2 | 62  | 113 | -51  | 10  |
| +007, | Val Vanoise 2 | 16 | 4  | 11 | 1 | 68  | 96  | -28  | 8   |
| +008, | Clermont 2    | 16 | 2  | 13 | 1 | 43  | 156 | -113 | 5   |
| +009, | Nice 2        | 16 | 2  | 14 | 0 | 48  | 133 | -85  | 4   |

- Qualifié pour le carré final
- Qualifié pour la phase finale

### Phase finale

#### Séries éliminatoires
|  | Huitièmes de finale             | Huitièmes de finale             | Huitièmes de finale          | Huitièmes de finale | Huitièmes de finale | Huitièmes de finale |                                 |                                 | Quarts de finale | Quarts de finale | Quarts de finale | Quarts de finale | Quarts de finale | Quarts de finale |
|  |                                 |                                 |                              |                     |                     |                     |                                 |                                 |                  |                  |                  |                  |                  |                  |
|  | 28 février et 14 mars 2015      |                                 |                              |                     |                     |                     |                                 |                                 |                  |                  |                  |                  |                  |                  |
|  |                                 |                                 |                              |                     |                     |                     |                                 |                                 |                  |                  |                  |                  |                  |                  |
|  | Corsaires de Nantes II          | Corsaires de Nantes II          | A1                           | 4                   | 1                   | 5                   |                                 |                                 |                  |                  |                  |                  |                  |                  |
|  | Corsaires de Nantes II          | Corsaires de Nantes II          | A1                           | 4                   | 1                   | 5                   | 28 mars et 6 avril 2015         |                                 |                  |                  |                  |                  |                  |                  |
|  | Diables rouges de Valenciennes  | Diables rouges de Valenciennes  | B4                           | 2                   | 4                   | 6                   |                                 |                                 |                  |                  |                  |                  |                  |                  |
|  | Diables rouges de Valenciennes  | Diables rouges de Valenciennes  | B4                           | 2                   | 4                   | 6                   | Diables rouges de Valenciennes  | Diables rouges de Valenciennes  | B4               | 0                | 5                | 5                |                  |                  |
|  | 7 et 14 mars 2015               |                                 |                              |                     |                     |                     | Diables rouges de Valenciennes  | Diables rouges de Valenciennes  | B4               | 0                | 5                | 5                |                  |                  |
|  |                                 | Lions de Wasquehal              | Lions de Wasquehal           | B2                  | 4                   | 3                   | 7                               |                                 |                  |                  |                  |                  |                  |                  |
|  | Lions de Wasquehal              | Lions de Wasquehal              | Lions de Wasquehal           | B2                  | 4                   | 3                   | 7                               | B2                              | 5                | 9                | 14               |                  |                  |                  |
|  | Lions de Wasquehal              | Lions de Wasquehal              |                              |                     |                     |                     |                                 | B2                              | 5                | 9                | 14               |                  |                  |                  |
|  | Renards d'Orléans               | Renards d'Orléans               | A3                           | 3                   | 3                   | 6                   |                                 |                                 |                  |                  |                  |                  |                  |                  |
|  | Renards d'Orléans               | Renards d'Orléans               | A3                           | 3                   | 3                   | 6                   |                                 |                                 |                  |                  |                  |                  |                  |                  |
|  | 7 et 14 mars 2015               |                                 |                              |                     |                     |                     |                                 |                                 |                  |                  |                  |                  |                  |                  |
|  |                                 |                                 |                              |                     |                     |                     |                                 |                                 |                  |                  |                  |                  |                  |                  |
|  | Dragons de Rouen II             | Dragons de Rouen II             | B1                           | 6                   | 5                   | 11                  |                                 |                                 |                  |                  |                  |                  |                  |                  |
|  | Dragons de Rouen II             | Dragons de Rouen II             | B1                           | 6                   | 5                   | 11                  | 21 et 28 mars 2015              |                                 |                  |                  |                  |                  |                  |                  |
|  | Remparts de Tours II            | Remparts de Tours II            | A4                           | 5                   | 3                   | 8                   |                                 |                                 |                  |                  |                  |                  |                  |                  |
|  | Remparts de Tours II            | Remparts de Tours II            | A4                           | 5                   | 3                   | 8                   | Dragons de Rouen II             | Dragons de Rouen II             | B1               | 2                | 4                | 6                |                  |                  |
|  | 28 février et 7 mars 2015       |                                 |                              |                     |                     |                     | Dragons de Rouen II             | Dragons de Rouen II             | B1               | 2                | 4                | 6                |                  |                  |
|  |                                 | Chiefs de Deuil-Garges          | Chiefs de Deuil-Garges       | B3                  | 2                   | 3                   | 5                               |                                 |                  |                  |                  |                  |                  |                  |
|  | Albatros de Brest II            | Albatros de Brest II            | Chiefs de Deuil-Garges       | B3                  | 2                   | 3                   | 5                               | A2                              | 2                | 1                | 3                |                  |                  |                  |
|  | Albatros de Brest II            | Albatros de Brest II            |                              |                     |                     |                     |                                 | A2                              | 2                | 1                | 3                |                  |                  |                  |
|  | Chiefs de Deuil-Garges          | Chiefs de Deuil-Garges          | B3                           | 6                   | 4                   | 10                  |                                 |                                 |                  |                  |                  |                  |                  |                  |
|  | Chiefs de Deuil-Garges          | Chiefs de Deuil-Garges          | B3                           | 6                   | 4                   | 10                  |                                 |                                 |                  |                  |                  |                  |                  |                  |
|  | 7 et 14 mars 2015               |                                 |                              |                     |                     |                     |                                 |                                 |                  |                  |                  |                  |                  |                  |
|  |                                 |                                 |                              |                     |                     |                     |                                 |                                 |                  |                  |                  |                  |                  |                  |
|  | Gaulois de Châlons-en-Champagne | Gaulois de Châlons-en-Champagne | C2                           | 7                   | 8                   | 15                  |                                 |                                 |                  |                  |                  |                  |                  |                  |
|  | Gaulois de Châlons-en-Champagne | Gaulois de Châlons-en-Champagne | C2                           | 7                   | 8                   | 15                  | 28 mars et 4 avril 2015         |                                 |                  |                  |                  |                  |                  |                  |
|  | Éléphants de Chambéry II        | Éléphants de Chambéry II        | D5                           | 4                   | 1                   | 5                   |                                 |                                 |                  |                  |                  |                  |                  |                  |
|  | Éléphants de Chambéry II        | Éléphants de Chambéry II        | D5                           | 4                   | 1                   | 5                   | Gaulois de Châlons-en-Champagne | Gaulois de Châlons-en-Champagne | C2               | 2                | 3                | 5                |                  |                  |
|  | 7 et 14 mars 2015               |                                 |                              |                     |                     |                     | Gaulois de Châlons-en-Champagne | Gaulois de Châlons-en-Champagne | C2               | 2                | 3                | 5                |                  |                  |
|  |                                 | Griffes de l'ours d'Orcières    | Griffes de l'ours d'Orcières | D3                  | 3                   | 1                   | 4                               |                                 |                  |                  |                  |                  |                  |                  |
|  | Griffes de l'ours d'Orcières    | Griffes de l'ours d'Orcières    | Griffes de l'ours d'Orcières | D3                  | 3                   | 1                   | 4                               | D3                              | 8                | 5                | 13               |                  |                  |                  |
|  | Griffes de l'ours d'Orcières    | Griffes de l'ours d'Orcières    |                              |                     |                     |                     |                                 | D3                              | 8                | 5                | 13               |                  |                  |                  |
|  | Caribous de Seine-et-Marne      | Caribous de Seine-et-Marne      | C4                           | 6                   | 5                   | 11                  |                                 |                                 |                  |                  |                  |                  |                  |                  |
|  | Caribous de Seine-et-Marne      | Caribous de Seine-et-Marne      | C4                           | 6                   | 5                   | 11                  |                                 |                                 |                  |                  |                  |                  |                  |                  |
|  | 7 et 14 mars 2015               |                                 |                              |                     |                     |                     |                                 |                                 |                  |                  |                  |                  |                  |                  |
|  |                                 |                                 |                              |                     |                     |                     |                                 |                                 |                  |                  |                  |                  |                  |                  |
|  | Titans de Colmar                | Titans de Colmar                | C3                           | 2                   | 8                   | 10                  |                                 |                                 |                  |                  |                  |                  |                  |                  |
|  | Titans de Colmar                | Titans de Colmar                | C3                           | 2                   | 8                   | 10                  | 21 mars et 4 avril 2015         |                                 |                  |                  |                  |                  |                  |                  |
|  | Boucaniers de Toulon            | Boucaniers de Toulon            | D4                           | 7                   | 2                   | 9                   |                                 |                                 |                  |                  |                  |                  |                  |                  |
|  | Boucaniers de Toulon            | Boucaniers de Toulon            | D4                           | 7                   | 2                   | 9                   | Titans de Colmar                | Titans de Colmar                | C3               | 4                | 2                | 6                |                  |                  |
|  | 7 et 14 mars 2015               |                                 |                              |                     |                     |                     | Titans de Colmar                | Titans de Colmar                | C3               | 4                | 2                | 6                |                  |                  |
|  |                                 | Spartiates de Marseille         | Spartiates de Marseille      | D2                  | 2                   | 5                   | 7                               |                                 |                  |                  |                  |                  |                  |                  |
|  | Spartiates de Marseille         | Spartiates de Marseille         | Spartiates de Marseille      | D2                  | 2                   | 5                   | 7                               | D2                              | 3                | 8                | 11               |                  |                  |                  |
|  | Spartiates de Marseille         | Spartiates de Marseille         |                              |                     |                     |                     |                                 | D2                              | 3                | 8                | 11               |                  |                  |                  |
|  | Ducs de Dijon II                | Ducs de Dijon II                | C5                           | 2                   | 0                   | 2                   |                                 |                                 |                  |                  |                  |                  |                  |                  |

### Carré final
Les équipes qualifiées pour la poule finale, sont identifiées par les lettres A, B, C et D correspondant à leur classement en saison régulière. Les poules n'étant pas égales en nombre d'équipes (3 poules de 8 et 1 poule de 9), les résultats obtenus face au neuvième de poule sont retirés pour établir ce classement. L'ordre des matchs pour ce carré final est le suivant :
- 1er  jour : B - C, A - D
- 2e jour : B - D, A - C
- 3e jour : C - D, A - B

Voici les équipes qualifiées ainsi que leur lettre :
| Lettre | Équipe                          | Saison régulière | Points | Différence de buts |
| ------ | ------------------------------- | ---------------- | ------ | ------------------ |
| A      | Dragons de Rouen II             | 1er groupe B     | 24     | + 67               |
| B      | Gaulois de Châlons-en-Champagne | 2e groupe C      | 23     | + 60               |
| C      | Spartiates de Marseille         | 2e groupe D      | 23     | + 71               |
| D      | Lions de Wasquehal              | 2e groupe B      | 22     | + 84               |

Le système des points évolue durant cette phase (voir Formule de la saison). Contrairement aux matchs de saison régulière, il n'y a pas de match nul. Ainsi, une prolongation de 5 minutes en mort subite est disputée si nécessaire. Si aucun but n'est marqué dans cette mort subite, une séance de tirs au but est alors disputée.

#### Résultats
| 17 avril 2015 | Châlons-en-Champagne | 4-7 (1-0, 3-3, 0-4) | Marseille | Patinoire Serge Charles 300 spectateurs |

| Feuille de match | Feuille de match | Feuille de match                            | Feuille de match | Feuille de match                                                     |
| ---------------- | --- | ------------------------------------------- | --- | -------------------------------------------------------------------- |
|                  | D. Kubovčík (M. Hanes, E. Fournon) — 17 min 32 s - M. Hanes (P. Hupka, J. Delaunois) — 31 min 13 s (SN) - L. Paroissien (M. Beaupertuis) — 35 min 16 s M. Hanes (D. Kubovčík, J. Delaunois) — 38 min 35 s - | 1-0 1-1 1-2 2-2 2-3 3-3 4-3 4-4 4-5 4-6 4-7 | - R. Novotný (J. Rives) — 20 min 55 s P. Bennett (T. Lebailly) — 24 min 29 s - P. Bennett (N. Casini, R. Garnier) — 32 min 16 s - R. Garnier (P. Bennett, T. Lebailly) — 45 min 51 s J. Rives (N. Casini, R. Novotný) — 56 min 52 s A. Seryy — 58 min 25 s (IN + CV) R. Lecoq — 59 min 2 s | Arbitrage : Alexandre Hauchart Frédéric Masse et Aurélien Smeeckaert |
| Peter Veselovsky | Gardiens | Cyprien Bautru                              | | Arbitrage : Alexandre Hauchart Frédéric Masse et Aurélien Smeeckaert |
| 6 min            | Pénalités | 8 min                                       | | Arbitrage : Alexandre Hauchart Frédéric Masse et Aurélien Smeeckaert |
|                  | |                                             | | Arbitrage : Alexandre Hauchart Frédéric Masse et Aurélien Smeeckaert |

| 17 avril 2015 | Rouen II | 4-3 (2-1, 0-2, 2-0) | Wasquehal | Patinoire Serge Charles 380 spectateurs |

| Feuille de match | Feuille de match | Feuille de match            | Feuille de match | Feuille de match                                          |
| ---------------- | --- | --------------------------- | --- | --------------------------------------------------------- |
|                  | - J. Delbaere (V. Nesa, T. Saunier) — 11 min 43 s J. Thomas (A. Sucre, T. Allouchery) — 19 min 22 s (SN) - J. Delbaere (V. Nesa) — 40 min 52 s V. Jacques — 57 min 32 s | 0-1 1-1 2-1 2-2 2-3 3-3 4-3 | T. Fauchart (M. Boschetti) — 2 min 12 s - B. N'Guyen (B. Louf, A. Canaguier) — 28 min 42 s (SN) B. Turpin (S. Angielczyk, T. Fauchart) — 39 min 56 s (SN) - | Arbitrage : Julien Peyre Samuel Fessier et Alban Delsarte |
| Tom Aubrun       | Gardiens | Fabien Chardon              | | Arbitrage : Julien Peyre Samuel Fessier et Alban Delsarte |
| 26 min           | Pénalités | 22 min                      | | Arbitrage : Julien Peyre Samuel Fessier et Alban Delsarte |
|                  | |                             | | Arbitrage : Julien Peyre Samuel Fessier et Alban Delsarte |

| 18 avril 2015 | Rouen II | 2-3 (0-1, 2-1, 0-1) | Marseille | Patinoire Serge Charles 200 spectateurs |

| Feuille de match | Feuille de match                                                              | Feuille de match    | Feuille de match | Feuille de match                                               |
| ---------------- | ----------------------------------------------------------------------------- | ------------------- | --- | -------------------------------------------------------------- |
|                  | - C. Hondier (T. Saunier) — 26 min 4 s - J. Thomas (A. Sucre) — 37 min 17 s - | 0-1 1-1 1-2 2-2 2-3 | L. Tardif Jr. (C. Bautru) — 12 min 15 s (SN) - R. Novotný (J. Rives) — 34 min 46 s - L. Tardif Jr. (P. Bennett) — 57 min 29 s | Arbitrage : Julien Peyre Aurélien Smeeckaert et Samuel Fessier |
| Tom Aubrun       | Gardiens                                                                      | Cyprien Bautru      | | Arbitrage : Julien Peyre Aurélien Smeeckaert et Samuel Fessier |
| 12 min           | Pénalités                                                                     | 22 min              | | Arbitrage : Julien Peyre Aurélien Smeeckaert et Samuel Fessier |
|                  |                                                                               |                     | | Arbitrage : Julien Peyre Aurélien Smeeckaert et Samuel Fessier |

| 18 avril 2015 | Châlons-en-Champagne | 3-6 (1-3, 1-1, 1-2) | Wasquehal | Patinoire Serge Charles 350 spectateurs |

| Feuille de match | Feuille de match | Feuille de match                    | Feuille de match | Feuille de match                                  |
| ---------------- | --- | ----------------------------------- | --- | ------------------------------------------------- |
|                  | - D. Kubovčík (J. Delaunois, M. Hanes) — 12 min 44 s - F. Domaine (R. Miyazaki, A. Briand) — 37 min 19 s M. Hanes (D. Kubovčík, J. Delaunois) — 46 min 9 s - | 0-1 0-2 0-3 1-3 1-4 2-4 3-4 3-5 3-6 | T. Fauchart (B. N'Guyen, G. Dubois) — 6 min 28 s R. Morvan (M. Boschetti, T. Verschaeve) — 7 min 48 s T. Fauchart (S. Fronty, G. Dubois) — 8 min 9 s - B. N'Guyen (A. Kiffer, T. Fauchart) — 36 min 45 s - A. Canaguier (G. Dubois, M. Boschetti) — 50 min 9 s (SN) M. Boschetti — 59 min 33 s (CV) | Arbitrage : Julien Peyre Frédéric Masse et Fleury |
| Peter Veselovsky | Gardiens | Fabien Chardon                      | | Arbitrage : Julien Peyre Frédéric Masse et Fleury |
| 16 min           | Pénalités | 12 min                              | | Arbitrage : Julien Peyre Frédéric Masse et Fleury |
|                  | |                                     | | Arbitrage : Julien Peyre Frédéric Masse et Fleury |

| 19 avril 2015 | Marseille | 3-4 (0-2, 2-1, 1-1) | Wasquehal | Patinoire Serge Charles 350 spectateurs |

| Feuille de match | Feuille de match | Feuille de match            | Feuille de match | Feuille de match                                       |
| ---------------- | --- | --------------------------- | --- | ------------------------------------------------------ |
|                  | - N. Casini (A. Seryy) — 27 min 40 s - A. Seryy (J. Malo) — 31 min 50 s - A. Seryy (J. Cella, P. Bennett) — 49 min 4 s | 0-1 0-2 1-2 1-3 2-3 2-4 3-4 | T. Fauchart — 10 min 7 s (TP) A. Canaguier (R. Morvan, T. Verschaeve) — 10 min 36 s - B. Turpin (G. Dubois, T. Fauchart) — 30 min 24 s (SN) - R. Morban (A. Canguier, T. Dubois) — 44 min 12 s - | Arbitrage : Julien Peyre Aurélien Smeeckaert et Fleury |
| Cyprien Bautru   | Gardiens | Fabien Chardon              | | Arbitrage : Julien Peyre Aurélien Smeeckaert et Fleury |
| 28 min           | Pénalités | 12 min                      | | Arbitrage : Julien Peyre Aurélien Smeeckaert et Fleury |
|                  | |                             | | Arbitrage : Julien Peyre Aurélien Smeeckaert et Fleury |

| 19 avril 2015 | Rouen II | 7-6 (pr) (1-1, 1-3, 4-2, 1-0) | Châlons-en-Champagne | Patinoire Serge Charles 300 spectateurs |

| Feuille de match | Feuille de match | Feuille de match                                    | Feuille de match | Feuille de match                                                |
| ---------------- | --- | --------------------------------------------------- | --- | --------------------------------------------------------------- |
|                  | J. Delbaere (C. Hondier) — 29 s - A. Ferey (J. Delbaere, R. Moreau) — 23 min 23 s - V. Nesa (C. Hondier, A. Sucre) — 44 min 7 s T. Allouchery (A. Sucre) — 49 min 8 s G. Raimbourg (C. Hondier, J. Thomas) — 56 min 22 s (SN) A. Sucre (V. Nesa, T. Allouchery) — 56 min 49 s - J. Delbaere (C. Hondier, V. Nesa) — 67 min 6 s | 1-0 1-1 1-2 2-2 2-3 2-4 2-5 3-5 4-5 5-5 6-5 6-6 7-6 | - T. Lohou (D. Kubovčík, M. Hanes) — 5 min 44 s (SN) D. Kubovčík — 21 min 54 s - M. Hanes (J. Delaunois) — 32 min 53 s (SN) M. Hanes (D. Kubovčík, J. Delaunois) — 35 min 23 s J. Delaunois (D. Kubovčík, T. Lohou) — 42 min 25 s - M. Hanes (D. Kubovčík, J. Delaunois) — 59 min 59 s (SN) - | Arbitrage : Alexandre Hauchart Frédéric Masse et Samuel Fessier |
| Tom Aubrun       | Gardiens | Peter Veselovsky                                    | | Arbitrage : Alexandre Hauchart Frédéric Masse et Samuel Fessier |
| 39 min           | Pénalités | 12 min                                              | | Arbitrage : Alexandre Hauchart Frédéric Masse et Samuel Fessier |
|                  | |                                                     | | Arbitrage : Alexandre Hauchart Frédéric Masse et Samuel Fessier |

| Clt   | Équipe               | PJ | V | VP | D | DP | BP | BC | Diff | Pts |
| ----- | -------------------- | -- | - | -- | - | -- | -- | -- | ---- | --- |
| +001, | Wasquehal            | 3  | 2 | 0  | 1 | 0  | 13 | 10 | +3   | 6   |
| +002, | Marseille            | 3  | 2 | 0  | 1 | 0  | 13 | 10 | +3   | 6   |
| +003, | Rouen II             | 3  | 1 | 1  | 1 | 0  | 13 | 12 | +1   | 5   |
| +004, | Châlons-en-Champagne | 3  | 0 | 0  | 2 | 1  | 13 | 20 | -7   | 1   |

- Montée en Division 2